# Wœrth
Pour les articles homonymes, voir Woerth.
Wœrth est une commune française située dans la circonscription administrative du Bas-Rhin et, depuis le 1er janvier 2021, dans le territoire de la Collectivité européenne d'Alsace, en région Grand Est.
Cette commune se trouve dans la région historique et culturelle d'Alsace.
Ses habitants sont appelés les Wœrthois et les Wœrthoises.

## Géographie
Les communes limitrophes sont Frœschwiller, Gœrsdorf, Gunstett, Langensoultzbach, Lembach, Morsbronn-les-Bains et Oberdorf-Spachbach.

### Localisation
La localité est située à 14,4 km au nord de Haguenau, 10 de Niederbronn-les-Bains, et 43,6 de Strasbourg.
| Langensoultzbach    | Lembach | Gœrsdorf           |
| Frœschwiller        | Wœrth   | Oberdorf-Spachbach |
| Morsbronn-les-Bains |         | Gunstett           |

### Géologie et relief
La commune se compose de 98,51 hectares de territoires artificialisés (15,13 %), 401,24 hectares de territoires agricoles (61,63 %) et 150,90 hectares de forêts et milieux semi-naturels (23,18 %).
Espaces naturels :
- Trois espaces protégés hors Natura 2000. Vosges du nord :

Réserve de Biosphère, zone tampon,
Réserve de Biosphère, zone de transition,
Parc naturel régional des Vosges du Nord
- Un espace protégé Natura 2000 :

La Sauer et ses affluents.
- Deux zones naturelles d'intérêt écologique, faunistique et floristique (Znieff) :

Paysage de collines avec vergers du Pays de Hanau,
Vallées de la Sauer et de ses affluents.
La commune est membre du parc naturel régional des Vosges du Nord. Située dans le territoire de l'Alsace Verte,, elle fait partie de la région naturelle Outre-Forêt

### Sismicité
Commune située dans une zone de sismicité modérée.

### Hydrographie et les eaux souterraines
Hydrogéologie et climatologie : Système d’information pour la gestion des eaux souterraines du bassin Rhin-Meuse :
Territoire communal : Occupation du sol (Corinne Land Cover); Cours d'eau (BD Carthage),
Géologie : Carte géologique; Coupes géologiques et techniques,
 Hydrogéologie : Masses d'eau souterraine; BD Lisa; Cartes piézométriques.
La commune est dans le bassin versant du Rhin au sein du bassin Rhin-Meuse. Elle est drainée par la Sauer, le ruisseau le Soulzbach, le ruisseau le Trautbach, le ruisseau le Erdbachgraben, le ruisseau le Holzmatt, le ruisseau le Regersgraben, le ruisseau le Sauermattgraben et le ruisseau le Schletterbach,.
La Sauer, d'une longueur de 64 km, prend sa source dans la commune de Lembach et se jette  dans le Rhin en rive gauche à Munchhausen, après avoir traversé 19 communes. 

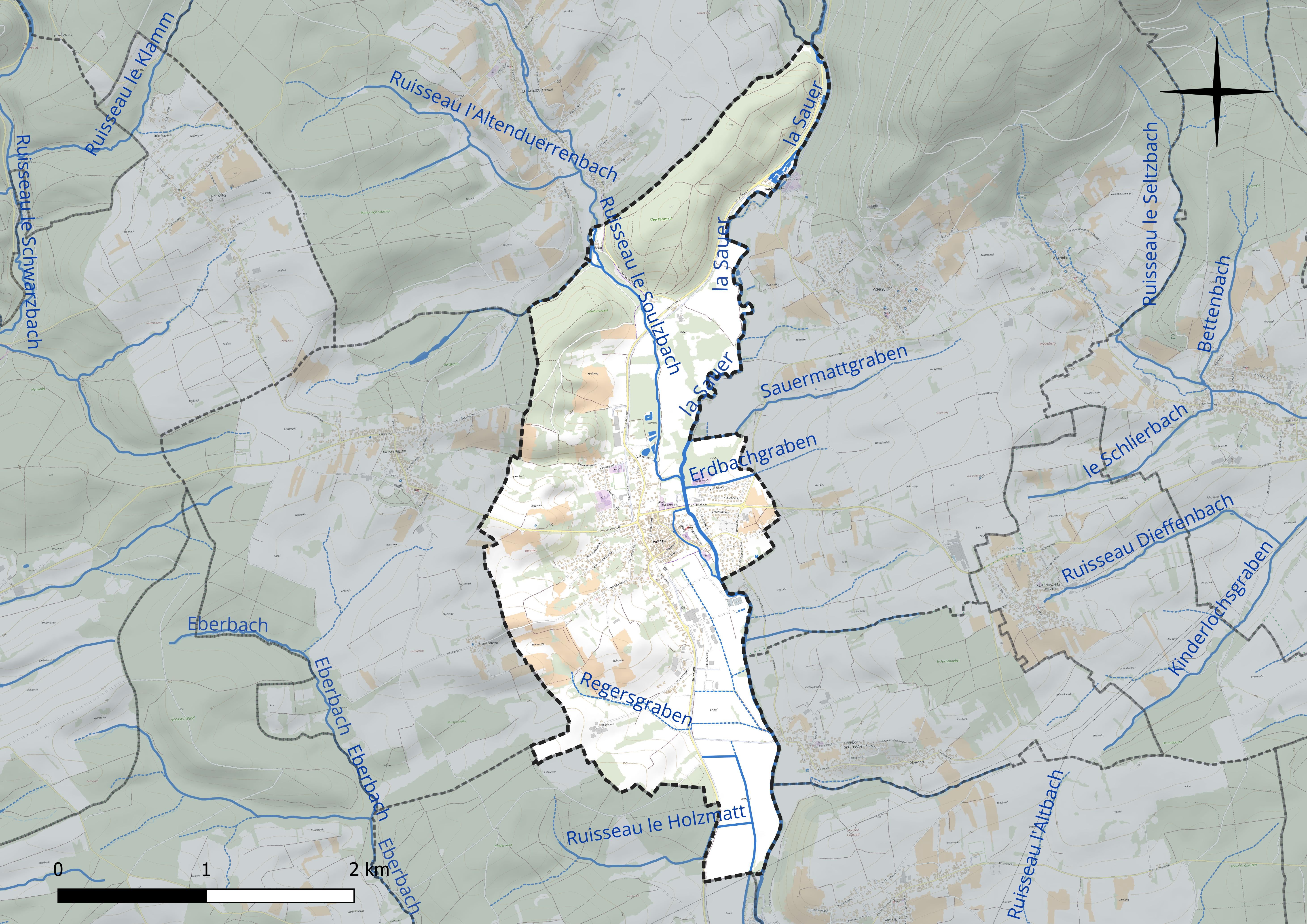
Réseau hydrographique de Woerth.

Le Soultzbach, d'une longueur de 10 km, prend sa source dans la commune de Dambach et se jette  dans la Sauer sur la commune, après avoir traversé cinq communes. 

### Climat
Pour des articles plus généraux, voir Climat du Grand Est et Climat du Bas-Rhin.
En 2010, le climat de la commune est de type climat des marges montagnardes, selon une étude du Centre national de la recherche scientifique s'appuyant sur une série de données couvrant la période 1971-2000. En 2020, Météo-France publie une typologie des climats de la France métropolitaine dans laquelle la commune est exposée à un climat semi-continental et est dans la région climatique  Vosges, caractérisée par une pluviométrie très élevée (1 500 à 2 000 mm/an) en toutes saisons et un hiver rude (moins de 1 °C). 
Pour la période 1971-2000, la température annuelle moyenne est de 10,5 °C, avec une amplitude thermique annuelle de 17,8 °C. Le cumul annuel moyen de précipitations est de 772 mm, avec 10,3 jours de précipitations en janvier et 10,3 jours en juillet. Pour la période 1991-2020, la température moyenne annuelle observée sur la station météorologique de Météo-France la plus proche, « Preuschdorf », sur la commune de Preuschdorf à 4 km à vol d'oiseau, est de 11,3 °C et le cumul annuel moyen de précipitations est de 834,2 mm. 
La température maximale relevée sur cette station est de 39,8 °C, atteinte le 4 juillet 2015 ; la température minimale est de −19,9 °C, atteinte le 8 janvier 1985,,. 
Les paramètres climatiques de la commune ont été estimés pour le milieu du siècle (2041-2070) selon différents scénarios d'émission de gaz à effet de serre à partir des nouvelles projections climatiques de référence DRIAS-2020. Ils sont consultables sur un site dédié publié par Météo-France en novembre 2022.

### Voies de communications et transports

#### Voies routières
- A340, reliant l'autoroute A4 au niveau de Brumath à la voie rapide D1340 en direction de Haguenau. Échangeurs : N340 Haguenau, Wahlenheim, Brumath - Mommenheim.
- A4, reliant Paris (boulevard périphérique) à Strasbourg,  via Reims et Metz.. Échangeur Hochfelden.
- A35, aussi appelée autoroute des cigognes ou l'Alsacienne. Échangeurs Soufflenheim, Sessenhaim.

#### Transports en commun

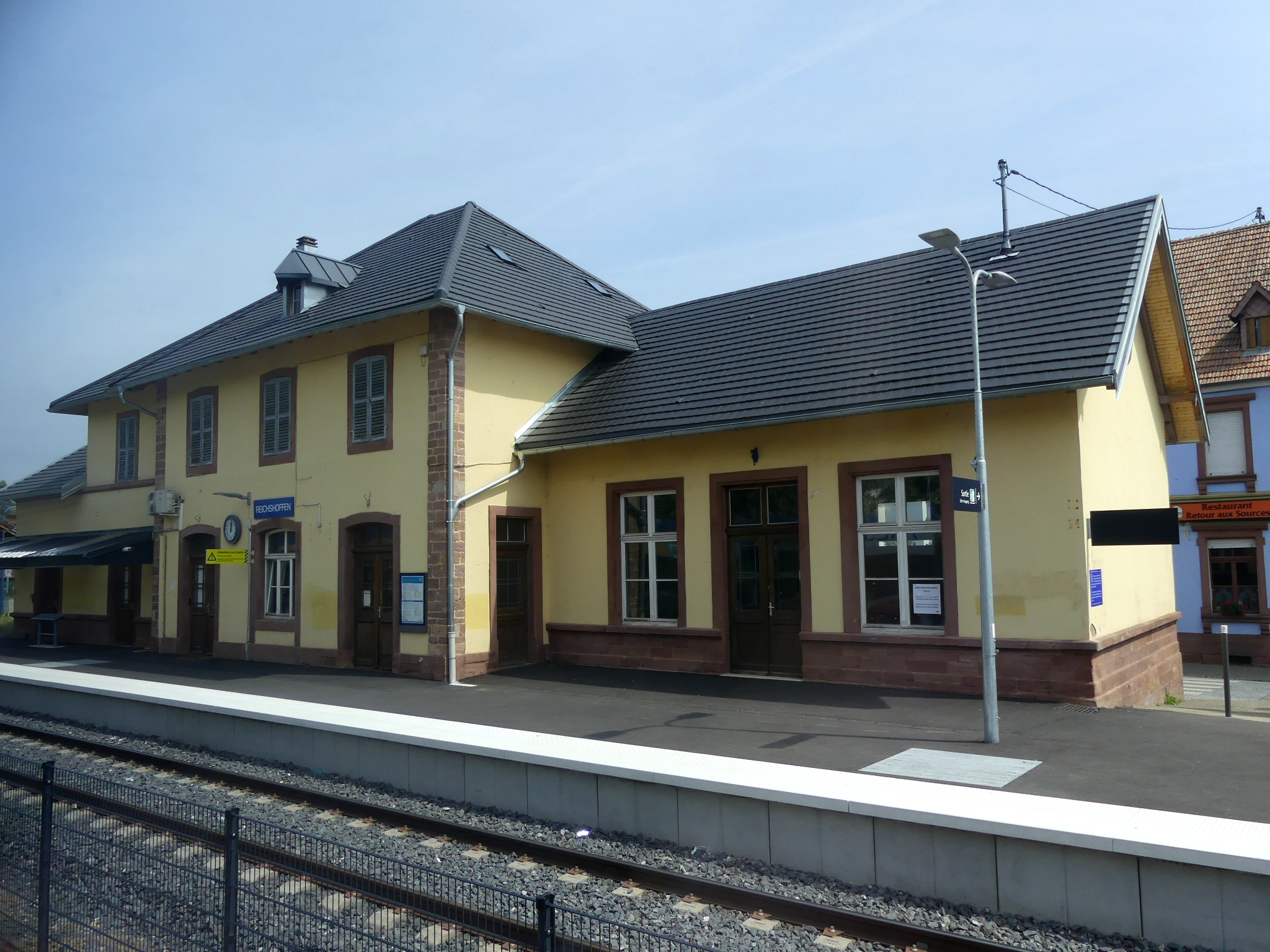
Gare de Reichshoffen-Ville.

- Fluo Grand Est.

#### Lignes SNCF
- Gare de Reichshoffen-Ville
- Gare de Hoelschloch
- Gare de Walbourg
- Gare de Gundershoffen
- Gare de Niederbronn-les-Bains

## Toponymie
Prononciation dans le langage régional : « Werdt ».
Woerth = terres émergées en vieil allemand.
Woerth, Werth ou Werder, néerlandais waard ou weerd : apparenté à « Wehr » (digue), à « wehren » (faire obstacle) et à  « vr » dans les verbes français ouvrir/couvrir.

## Histoire
Occupation gallo-romaine du site de Wœrth attestée par la découverte, en 1577, d’une stèle consacrée aux dieux Minerve, Hercule, Mercure et Junon, laquelle a été installée au centre-ville.
En 1134, Woerth prit le nom de Werda (de werde qui veut dire île, en vieil allemand) .
Woerth appartenait successivement aux seigneurs de Boland, au comte Frédéric, puis en 1303, à Jean de Lichtenberg dit Hanneman.
Le château, détruit durant les guerres successives, a été reconstruit en 1555 par Jacques 1er de deux-ponts-Bitche.
Mais Wœrth est généralement connue pour être le centre de la bataille du 6 août 1870 dite « bataille de Reichshoffen » à la suite de laquelle l'Alsace-Moselle a été réannexée à la zone d'influence germanique pour devenir la Terre d'Empire d'Alsace-Lorraine (Reichsland Elsaß-Lothringen),.
- Bataille du 22 décembre 1793 de Wœrth-Frœschwiller, victoire du général Lazare Hoche qui séjourna la nuit avant à Woerth à la tête de l'armée de la Moselle face aux Prussiens de Charles-Guillaume-Ferdinand de Brunswick et aux Autrichiens de Dagobert Sigmund von Wurmser.
- Bataille de Frœschwiller-Wœrth du 6 août 1870, défaite du maréchal Patrice de Mac Mahon.

La tête du prince héritier Frédéric de Prusse, futur empereur allemand Frédéric III, vainqueur de la Bataille de Frœschwiller-Wœrth, est ramenée au Musée de la bataille du 6 août 1870 à Woerth, à l'initiative des Amis du Musée.
Médaille des Justes parmi les Nations, remise le 11 mars 2003, à Charles Émile Altorffer, ancien maire de Strasbourg né à Wœrth.

### Héraldique
| Blason de Wœrth | Blason  | Parti : au premier de gueules au col de cygne arraché d'argent, au second du même au lion de sable et à la bordure aussi de gueules. |
| Blason de Wœrth | Détails | |

## Politique et administration
| Période                                  | Période                    | Identité                                   | Étiquette | Qualité    |
| ---------------------------------------- | -------------------------- | ------------------------------------------ | --------- | ---------- |
| Les données manquantes sont à compléter. |                            |                                            |           |            |
| 1908                                     | 1916                       | Camile Muller                              |           |            |
| 1916                                     | 1918                       | Herrmann Korsch                            |           |            |
| 1918                                     | 1928                       | Camile Muller                              |           |            |
| 1928                                     | 1940                       | Georges Marzolf                            |           |            |
| 1941                                     | 1944                       | Georges Kuhn                               |           |            |
| décembre 1944                            | septembre 1945             | Louis Wolff                                |           |            |
| 1945                                     | 1946                       | Frédéric Holcroft                          |           |            |
| 1946                                     | 1963                       | François Blavin                            |           |            |
| 1963                                     | 1977                       | Georges Wagner                             |           |            |
| 1977                                     | 1986                       | Othon Dahl                                 |           |            |
| mars 2001                                | mars 2008                  | François Grunder                           |           |            |
| mars 2008                                | mars 2014                  | François Rutsch                            |           |            |
| mars 2014                                | En cours (au 26 mars 2025) | Alain Fuchs Réélu pour le mandat 2020-2026 |           | Commerçant |

## Urbanisme

### Typologie
Au 1er janvier 2024, Wœrth est catégorisée bourg rural, selon la nouvelle grille communale de densité à sept niveaux définie par l'Insee en 2022.
Elle est située hors unité urbaine. Par ailleurs la commune fait partie de l'aire d'attraction de Haguenau, dont elle est une commune de la couronne,. Cette aire, qui regroupe 34 communes, est catégorisée dans les aires de 50 000 à moins de 200 000 habitants,.

### Occupation des sols

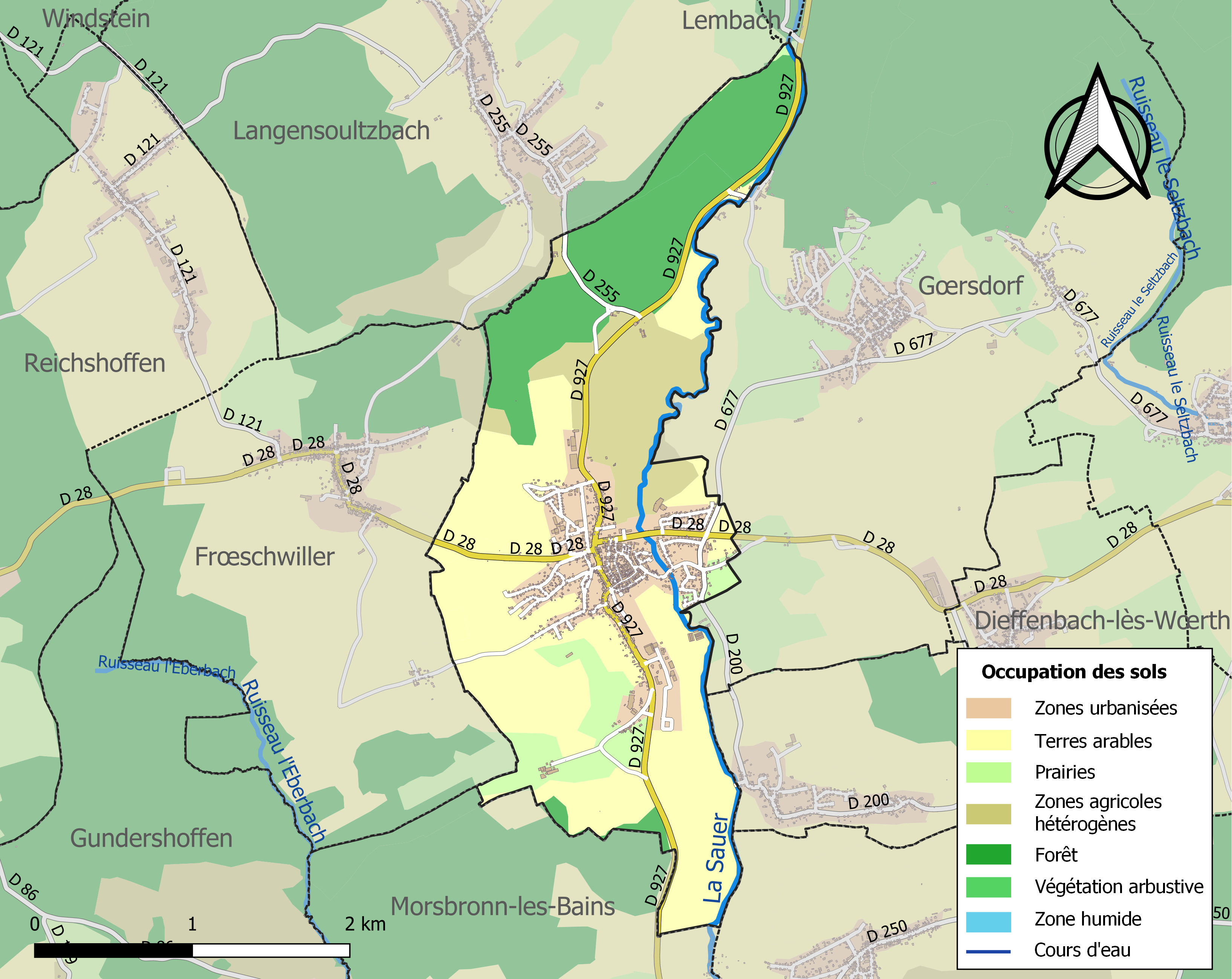
Carte des infrastructures et de l'occupation des sols de la commune en 2018 (CLC).

L'occupation des sols de la commune, telle qu'elle ressort de la base de données européenne d’occupation biophysique des sols Corine Land Cover (CLC), est marquée par l'importance des territoires agricoles (61,7 % en 2018), en diminution par rapport à 1990 (63,9 %). La répartition détaillée en 2018 est la suivante : forêts (23,3 %), cultures permanentes (21,2 %), terres arables (20,5 %), zones urbanisées (15 %), zones agricoles hétérogènes (13 %), prairies (7 %).
L'IGN met par ailleurs à disposition un outil en ligne permettant de comparer l’évolution dans le temps de l’occupation des sols de la commune (ou de territoires à des échelles différentes). Plusieurs époques sont accessibles sous forme de cartes ou photos aériennes : la carte de Cassini (XVIIIe siècle), la carte d'état-major (1820-1866) et la période actuelle (1950 à aujourd'hui).

### Intercommunalité
La commune est membre de la Communauté de communes Sauer-Pechelbronn.

### Budget et fiscalité 2023

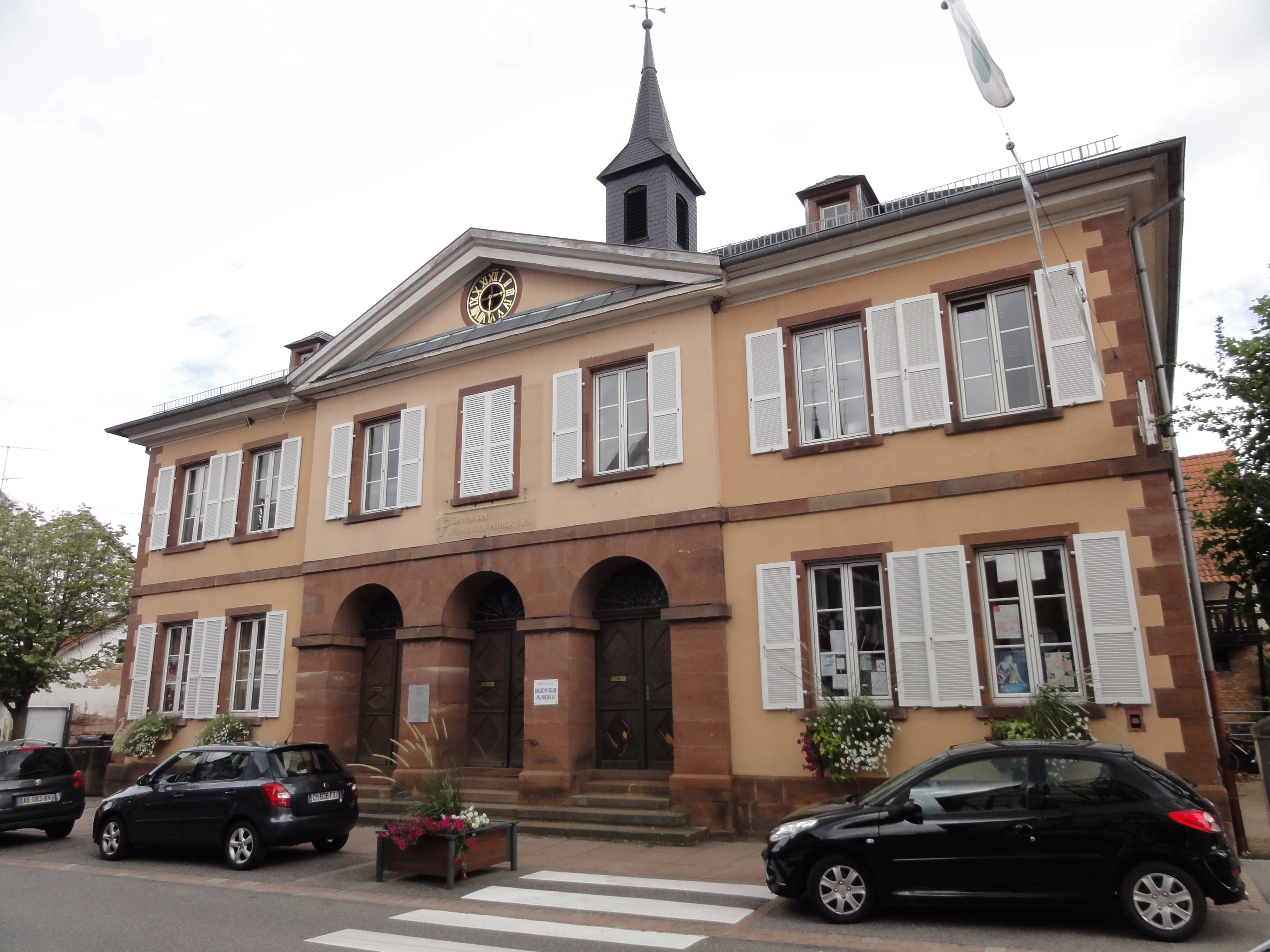
Ancienne mairie (1828), actuelle perception et bibliothèque

En 2023, le budget de la commune était constitué ainsi :
- total des produits de fonctionnement : 1 389 000 €, soit 798 € par habitant ;
- total des charges de fonctionnement : 1 047 000 €, soit 602 € par habitant ;
- total des ressources d'investissement : 3 365 000 €, soit 1 934 € par habitant ;
- total des emplois d'investissement : 2 293 000 €, soit 1 318 € par habitant ;
- endettement : 2 487 000 €, soit 1 429 € par habitant.

Avec les taux de fiscalité suivants :
- taxe d'habitation : 13,23 % ;
- taxe foncière sur les propriétés bâties : 30,18 % ;
- taxe foncière sur les propriétés non bâties : 64,27 % ;
- taxe additionnelle à la taxe foncière sur les propriétés non bâties : 0 % ;
- cotisation foncière des entreprises 0 %.

Chiffres clés Revenus et pauvreté des ménages en 2021 : médiane en 2021 du revenu disponible, par unité de consommation : 23 800 €.

## Population et société

### Démographie

#### Évolution démographique
L'évolution du nombre d'habitants est connue à travers les recensements de la population effectués dans la commune depuis 1793. Pour les communes de moins de 10 000 habitants, une enquête de recensement portant sur toute la population est réalisée tous les cinq ans, les populations de référence des années intermédiaires étant quant à elles estimées par interpolation ou extrapolation. Pour la commune, le premier recensement exhaustif entrant dans le cadre du nouveau dispositif a été réalisé en 2007.

En 2022, la commune comptait 1 676 habitants, en évolution de −3,84 % par rapport à 2016 (Bas-Rhin : +3,17 %, France hors Mayotte : +2,11 %).
| 1793 | 1800 | 1806  | 1821  | 1831  | 1836  | 1841  | 1846  | 1851  |
| ---- | ---- | ----- | ----- | ----- | ----- | ----- | ----- | ----- |
| 763  | 951  | 1 039 | 1 179 | 1 240 | 1 208 | 1 132 | 1 180 | 1 146 |

| 1856  | 1861  | 1866  | 1871  | 1875  | 1880  | 1885  | 1890  | 1895  |
| ----- | ----- | ----- | ----- | ----- | ----- | ----- | ----- | ----- |
| 1 121 | 1 150 | 1 114 | 1 071 | 1 081 | 1 053 | 1 064 | 1 042 | 1 060 |

| 1900  | 1905  | 1910  | 1921  | 1926  | 1931  | 1936  | 1946  | 1954  |
| ----- | ----- | ----- | ----- | ----- | ----- | ----- | ----- | ----- |
| 1 036 | 1 066 | 1 036 | 1 070 | 1 095 | 1 064 | 1 161 | 1 165 | 1 163 |

| 1962  | 1968  | 1975  | 1982  | 1990  | 1999  | 2006  | 2007  | 2012  |
| ----- | ----- | ----- | ----- | ----- | ----- | ----- | ----- | ----- |
| 1 335 | 1 475 | 1 741 | 1 710 | 1 626 | 1 670 | 1 796 | 1 814 | 1 769 |

| 2017  | 2022  | - | - | - | - | - | - | - |
| ----- | ----- | - | - | - | - | - | - | - |
| 1 745 | 1 676 | - | - | - | - | - | - | - |

### Enseignement

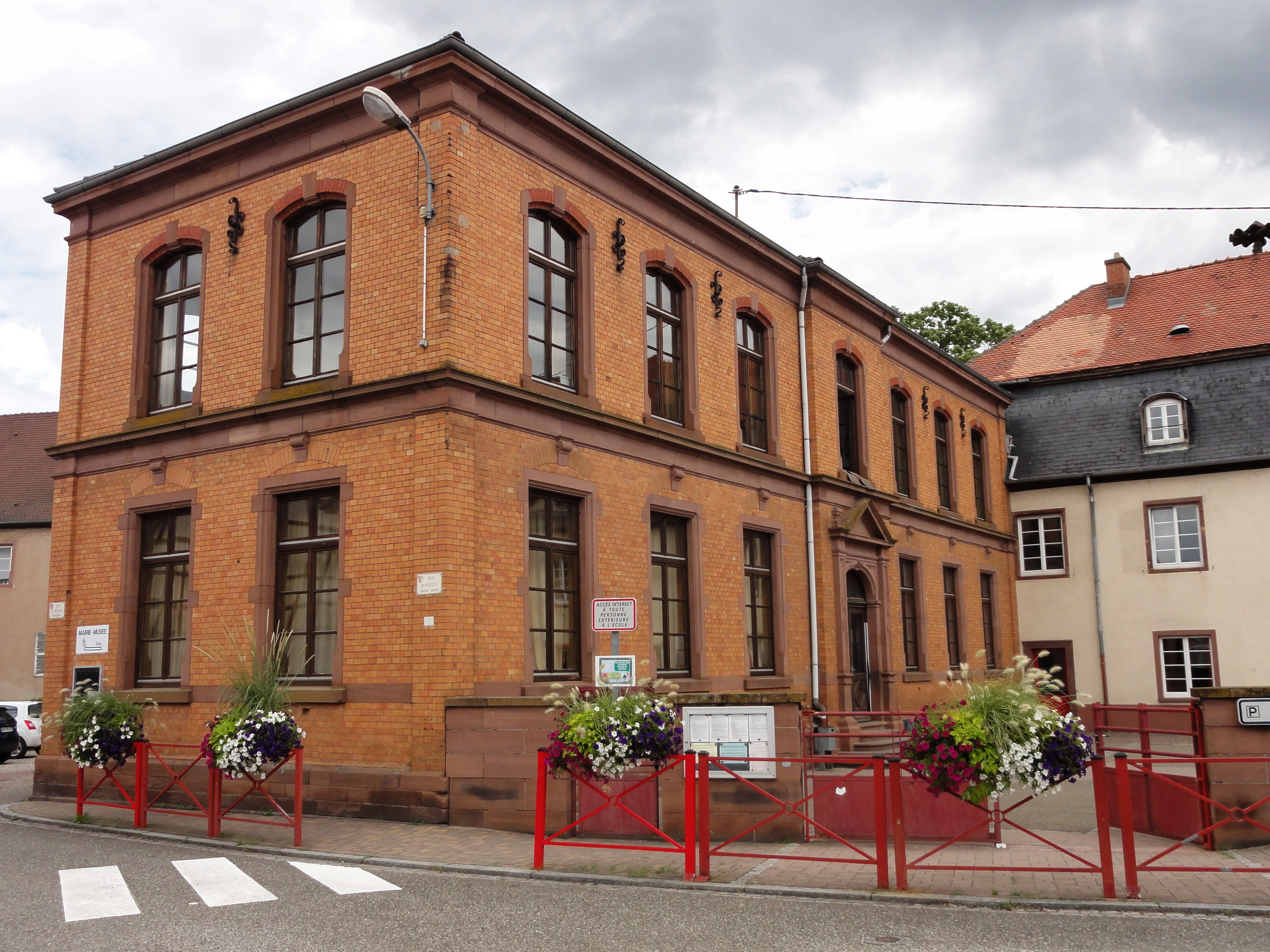
École (1897),
3 route de Soultz.

Établissements d'enseignements :
- Écoles maternelle et primaire[49],
- Collège,
- Lycées à Walbourg, Haguenau.

### Santé
Professionnels et établissements de santé : 
- Médecins généralistes,
- Kinésithérapeutes,
- Infirmiers,
- Cliniques à Haguenau,
- Hôpitaux à Goersdorf, Lobsann, Niederbronn-les-Bains, Haguenau.

### Cultes
- Culte catholique, église Saint-Laurent, diocèse de Strasbourg[51].
- Culte protestant[52].

## Économie

### Entreprises et commerces

#### Agriculture
- Agriculteurs[53].
- Éleveurs[54],[55].

#### Tourisme
- Restaurants.
- Gîtes[56], chambres d'hôtes.

#### Commerces
- Commerces de proximité.

## Lieux et monuments

### Patrimoine civil
- Stèle aux quatre divinités[57]
- Vestiges de colonnes de Jupiter[58].
- Château de Wœrth, inscrit sur l'inventaire supplémentaire des monuments historiques[59], il abrite le musée de la bataille du 6 août 1870.
- Fortifications d'agglomération[60].
- Mairie[61],[62],[63],[64].
- Belvédère.
- Banc-reposoir dit de L'Impératrice[65].
- Tannerie, actuellement maison[66].
- Moulins[67],[68].
- Lavoir[69].
- Fontaine monumentale et abreuvoir[70].
- Maison dite « Schloessel »[71].

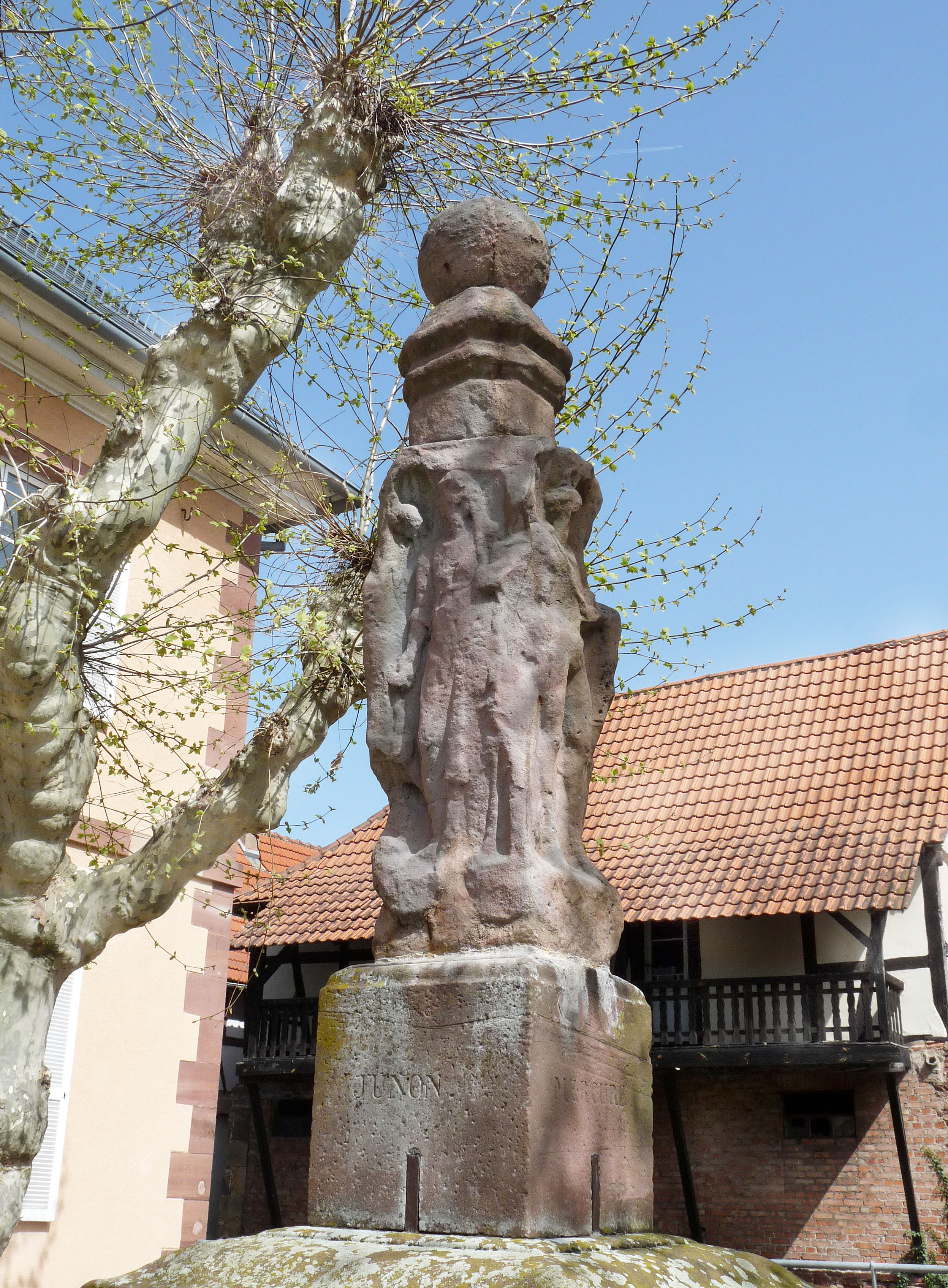
Stèle aux quatre divinités.
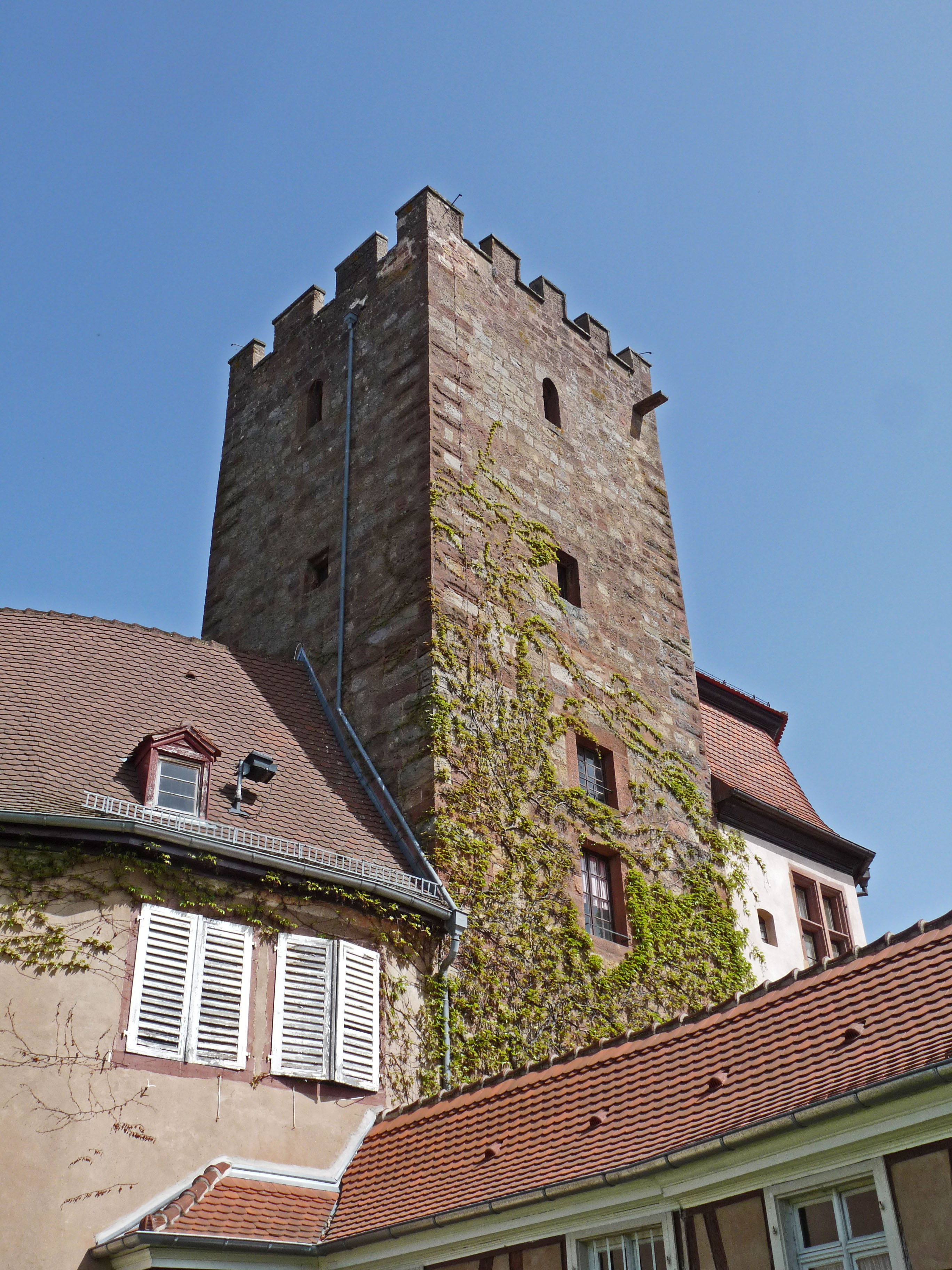
Tour carrée du château.
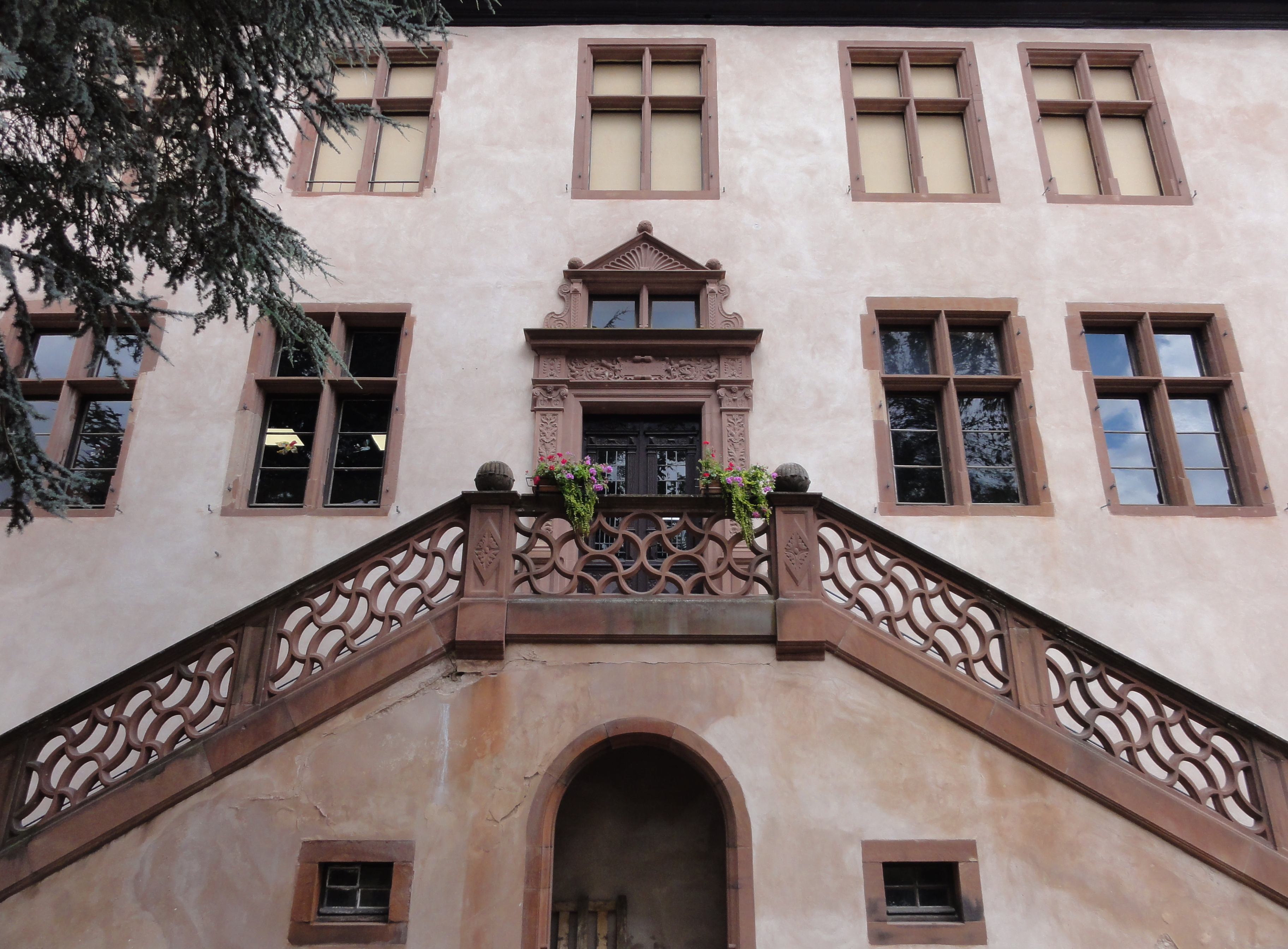
Entrée du musée.
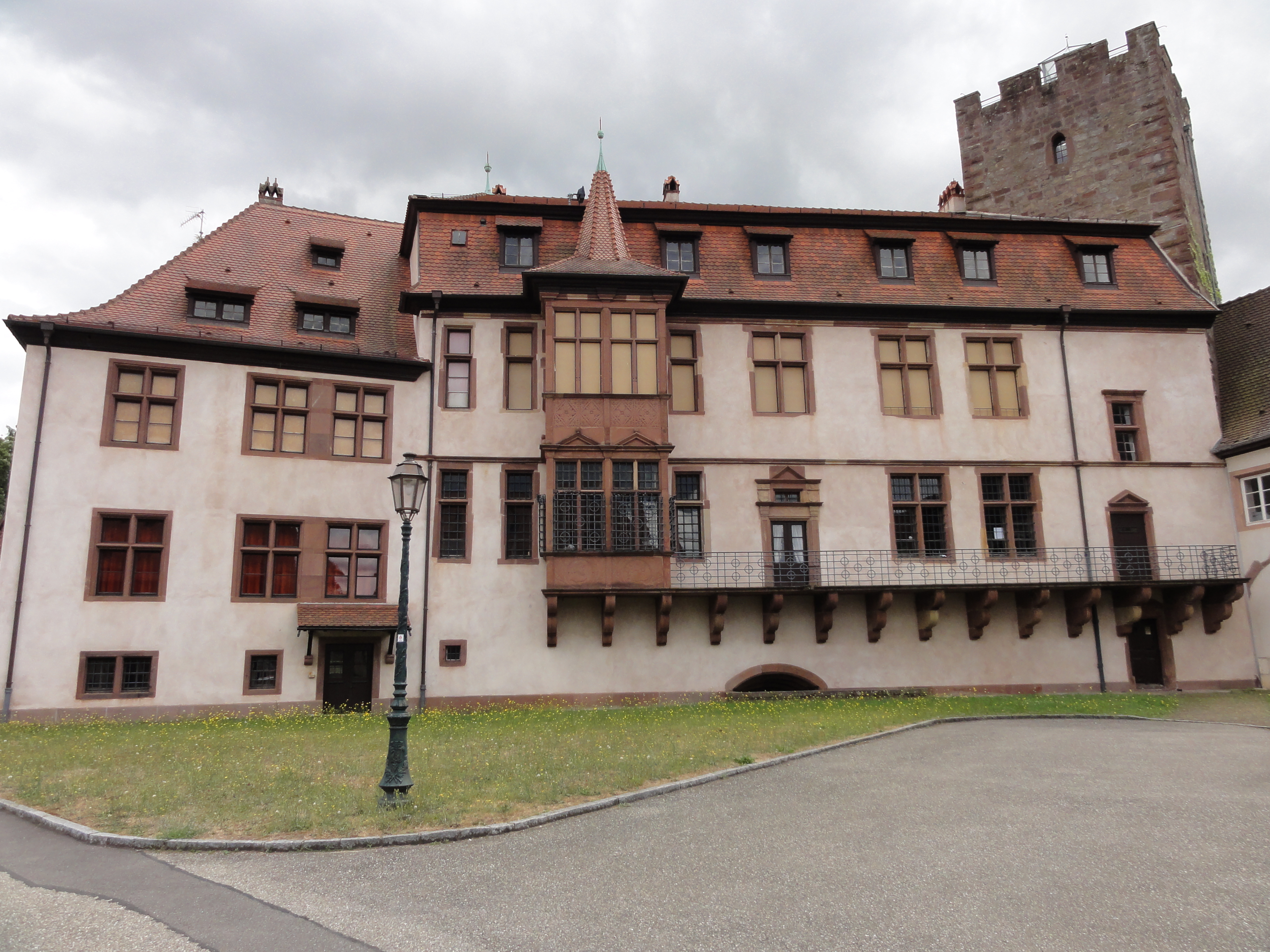
Façade arrière du château.
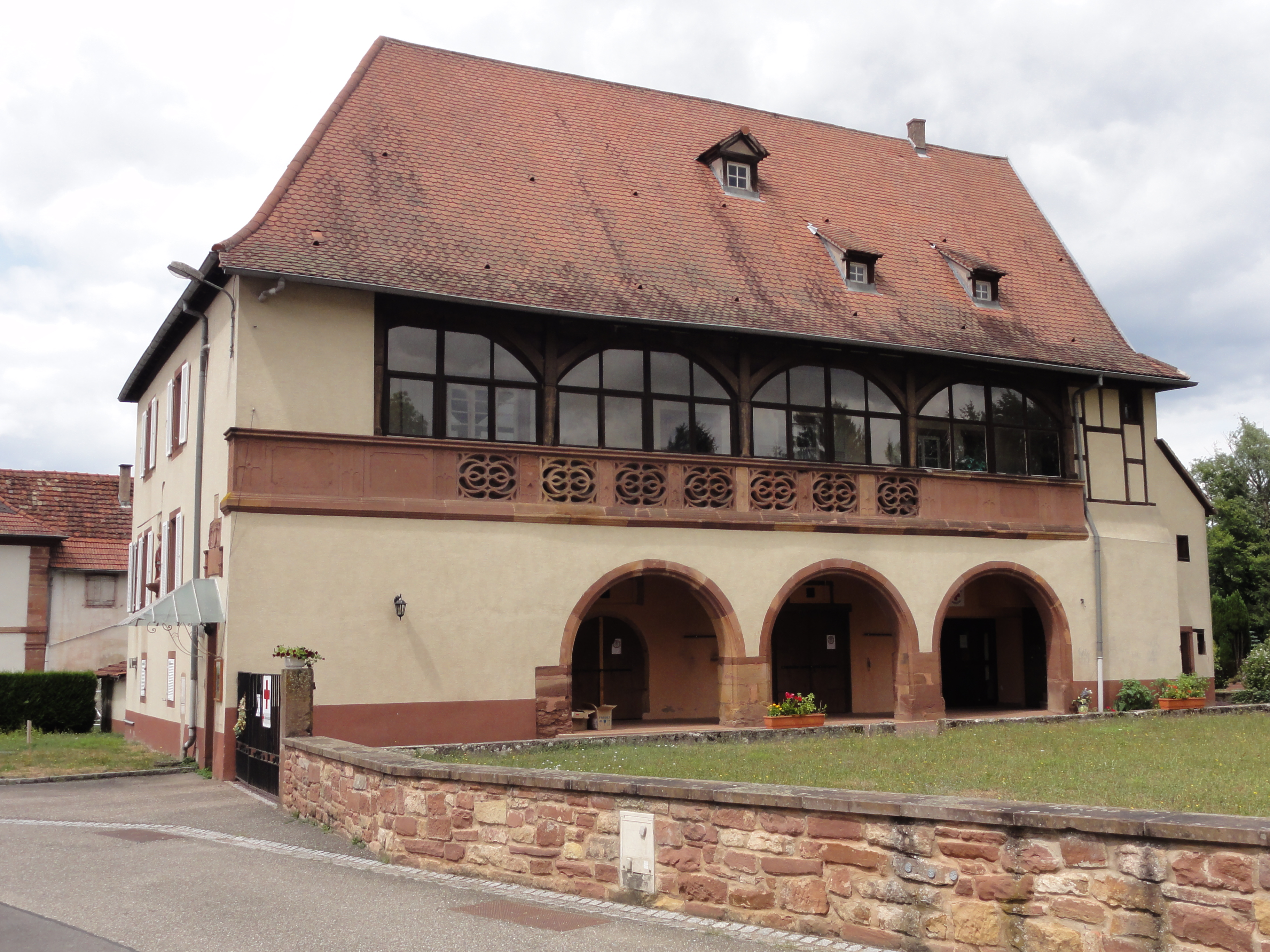
Ancien cellier du château (XVIe).
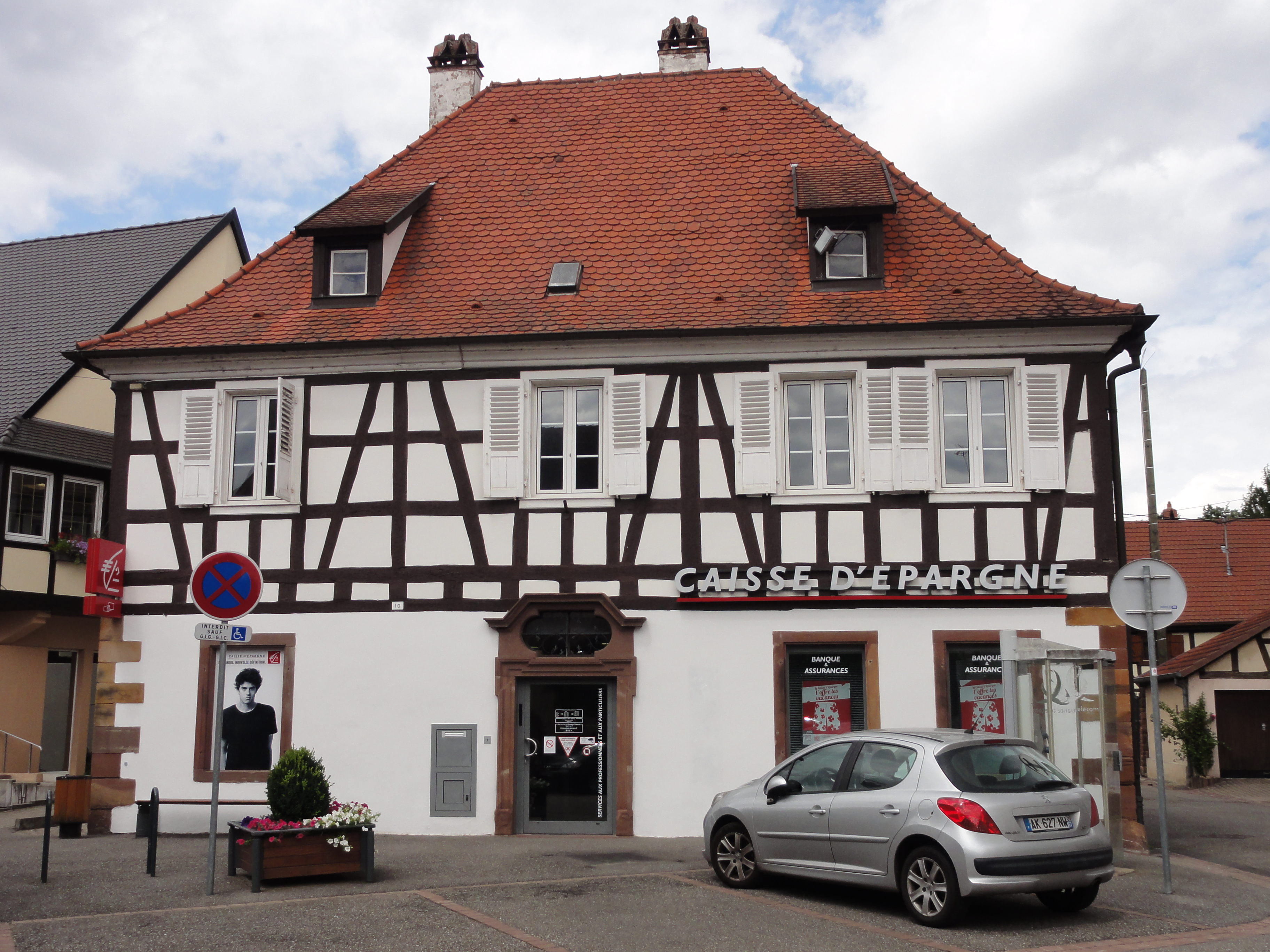
Maison (XVIIIe), actuellement Caisse d'Epargne, 10 Grand'Rue.
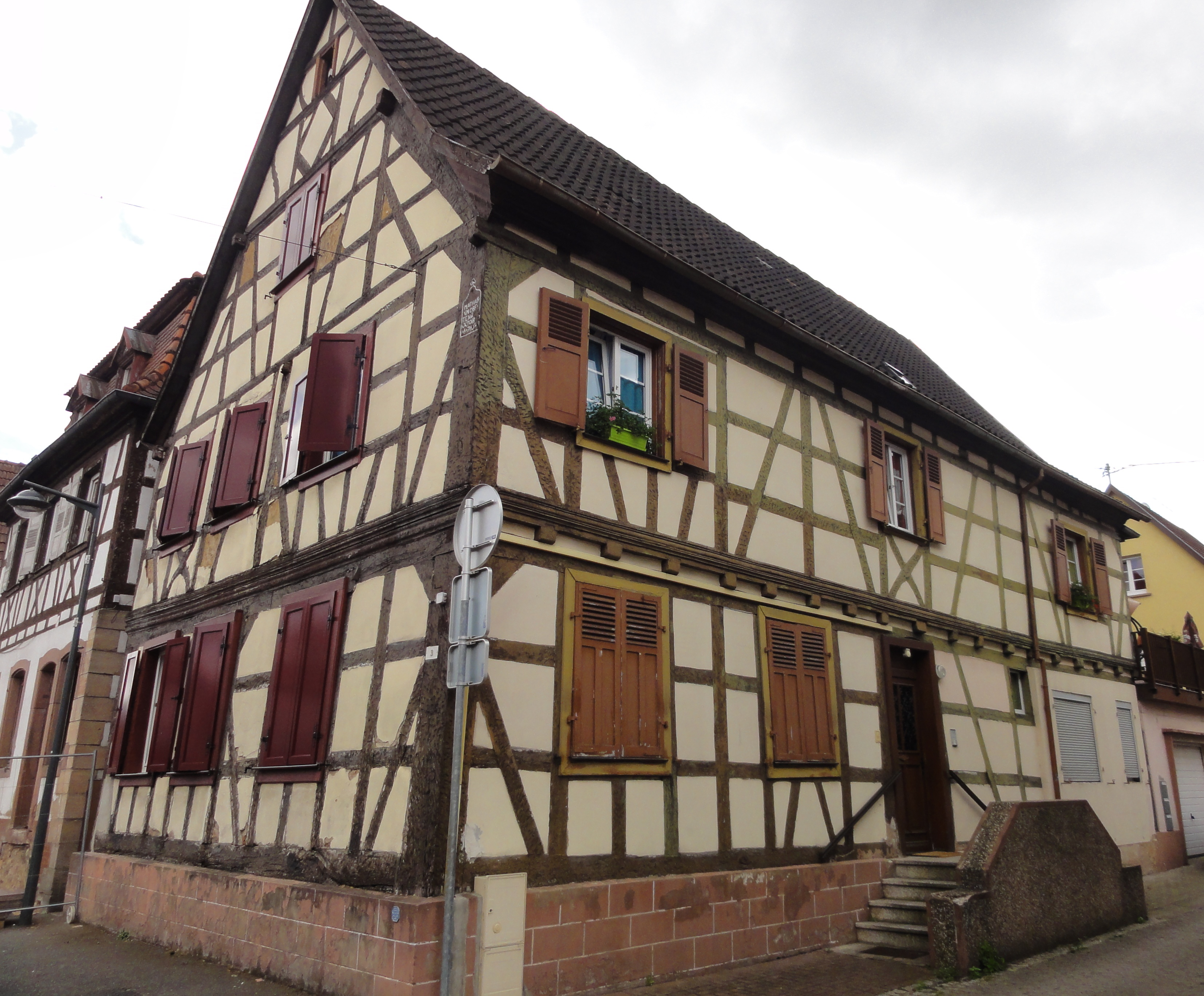
Maison (1715), 3 Grand'Rue.
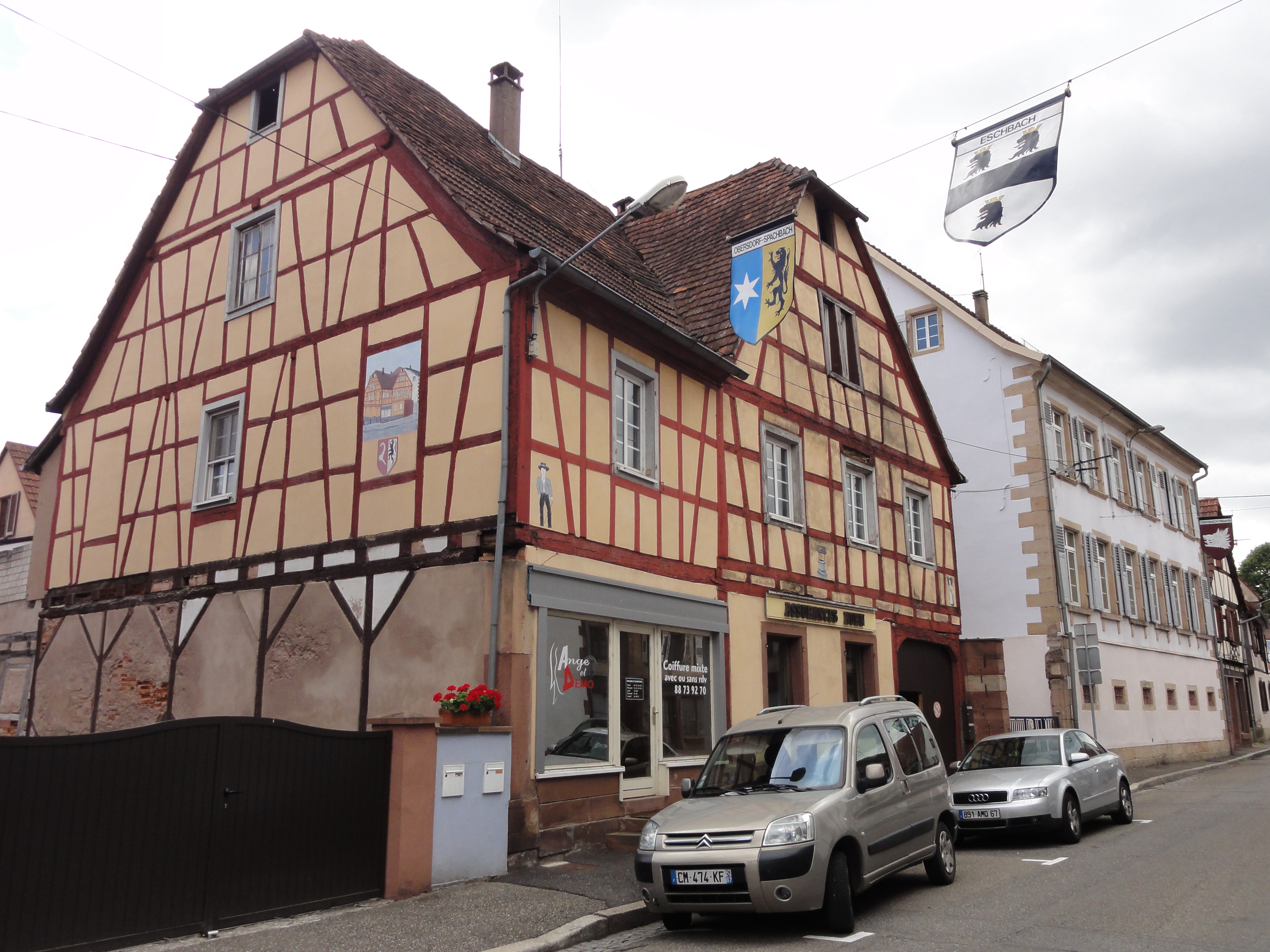
Maison (1747), 72-74 Grand'Rue.
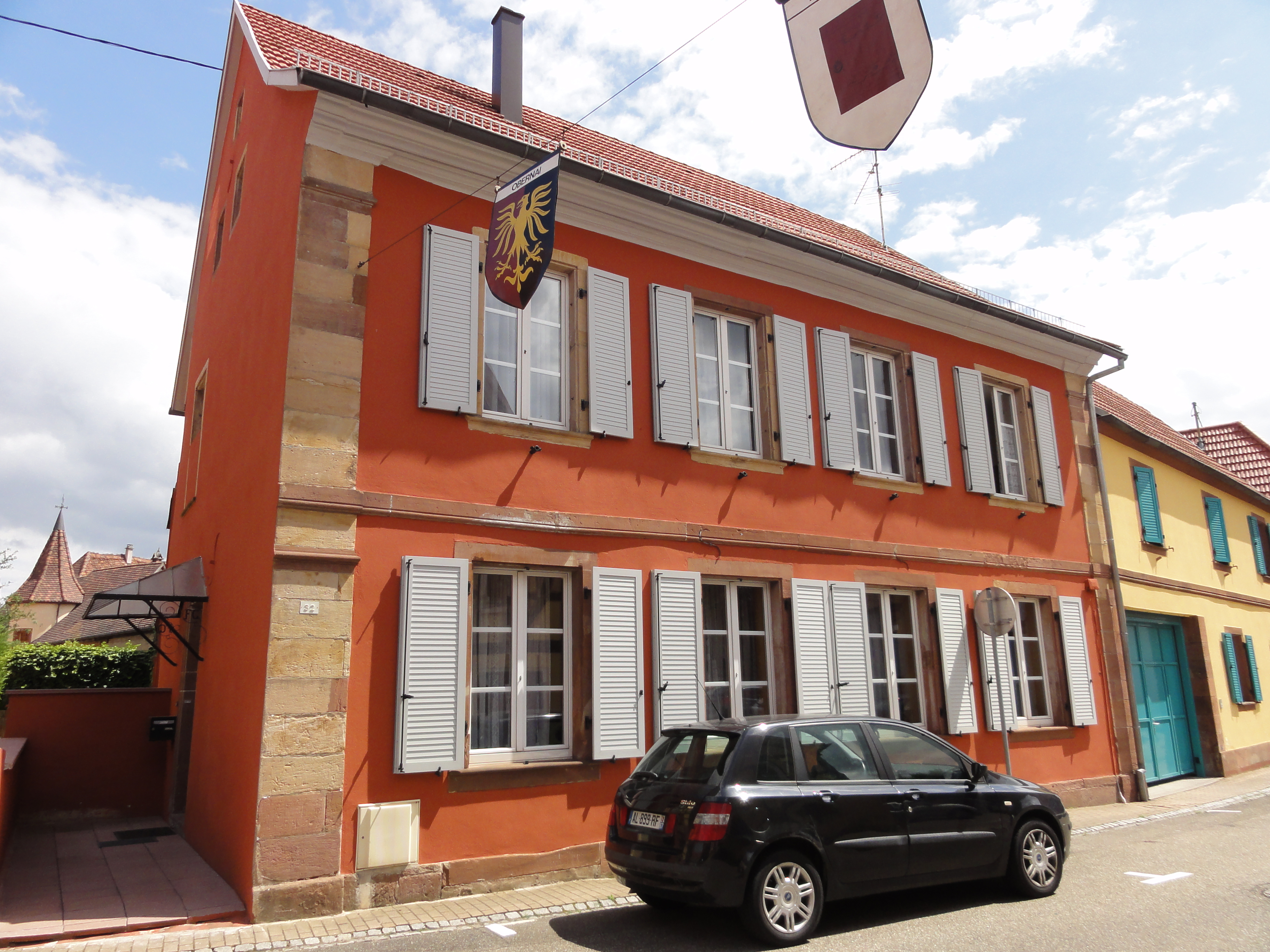
Presbytère catholique (XVIIIe-XIXe), 32 rue de l'Église.
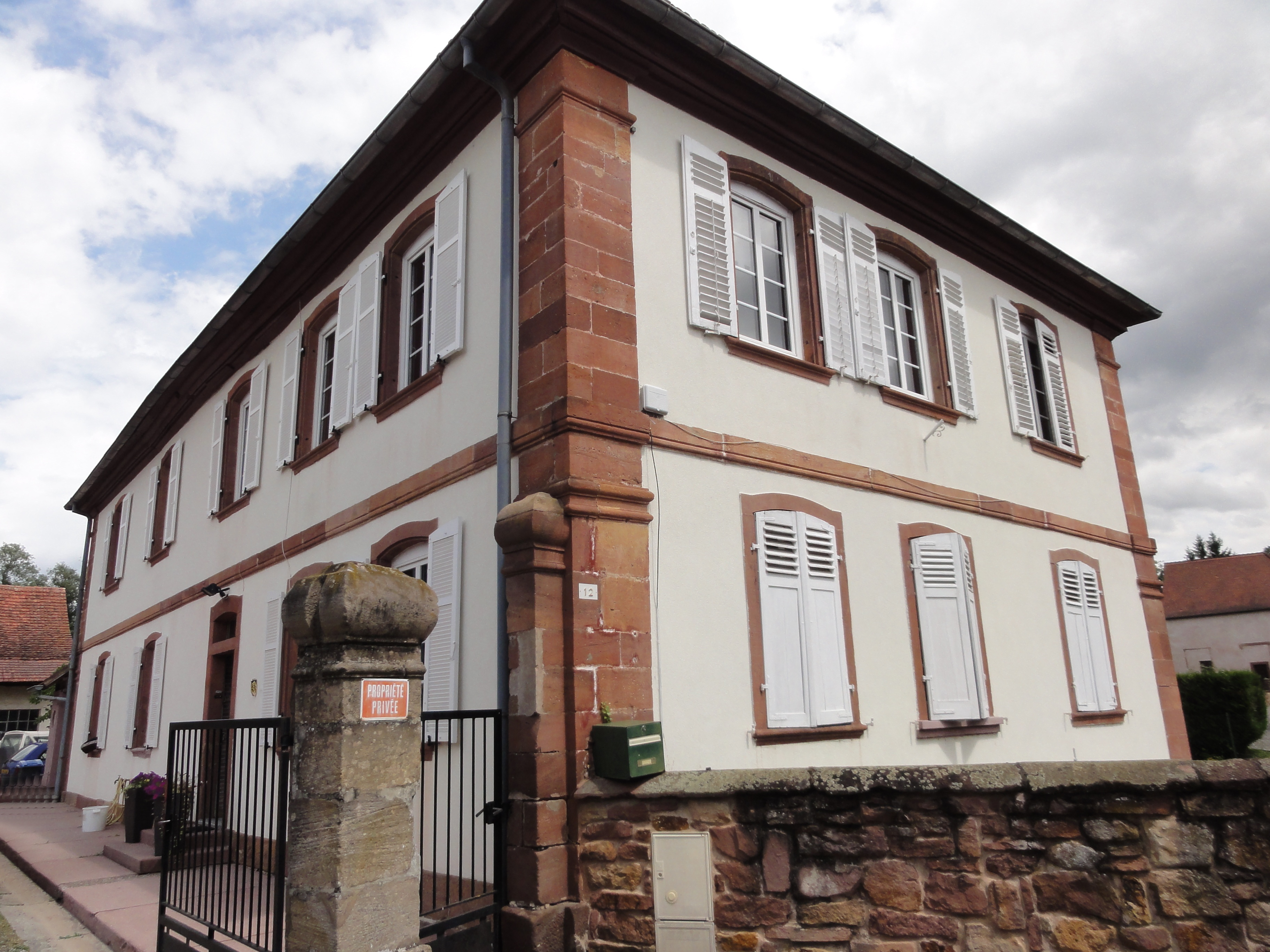
Ancienne tannerie (XVIIIe-XIXe), actuellement maison, 12 rue du Moulin.
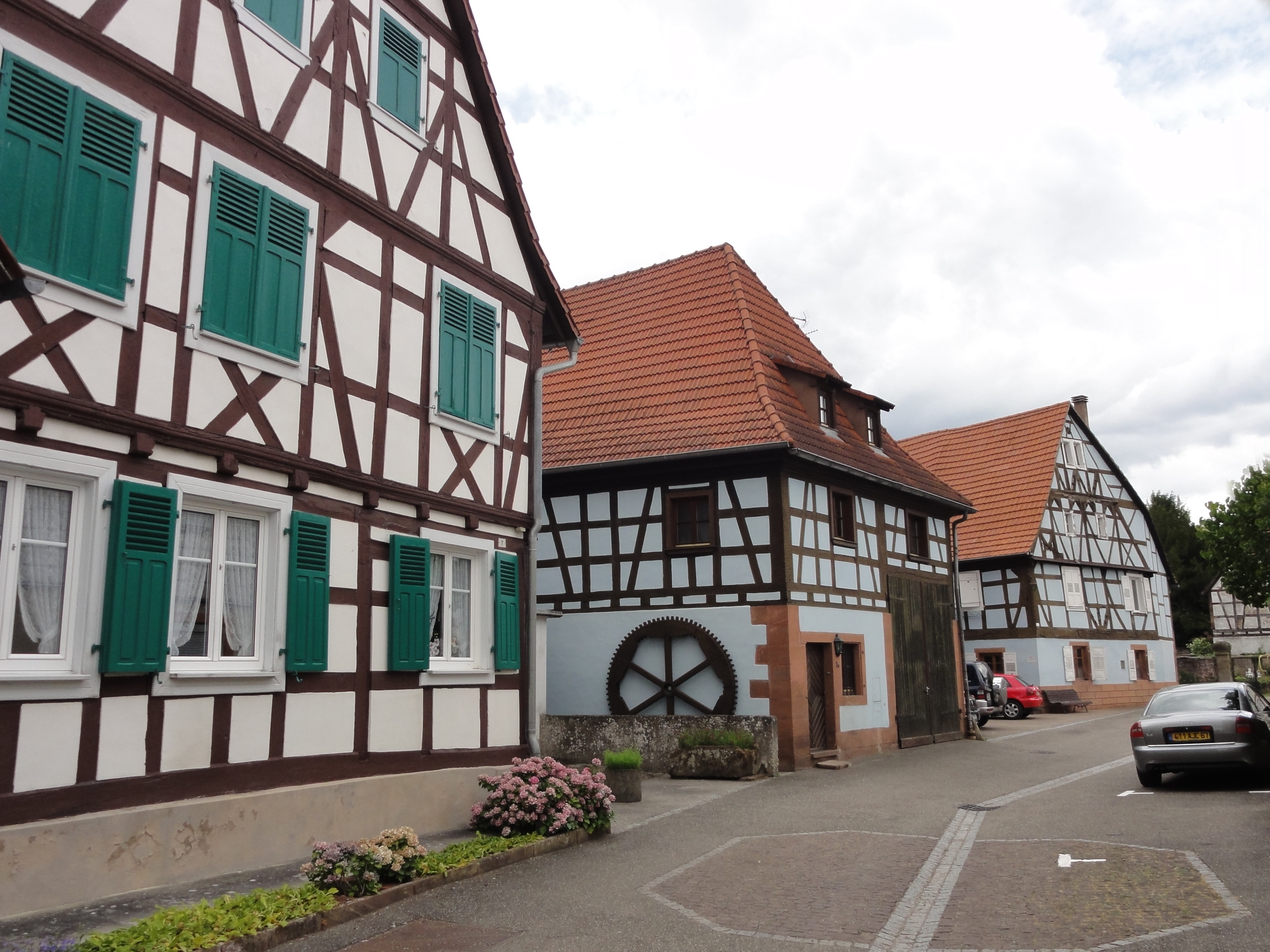
Ancienne ferme (XVIIIe), 7 rue du Moulin.
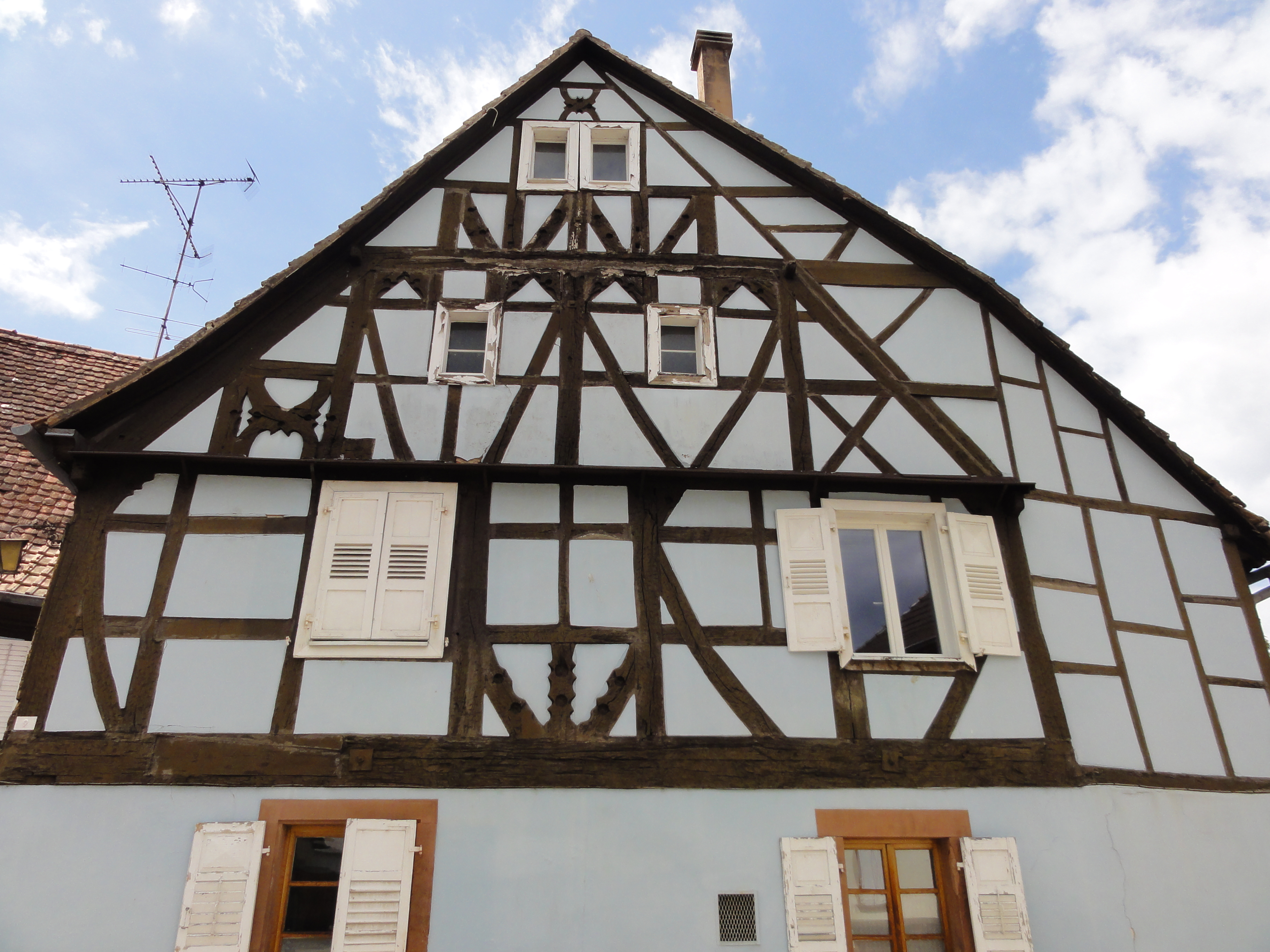
Ancien moulin (1731), 9 rue du Moulin.

### Patrimoine religieux et lieux de mémoire
- Église protestante (EPCAAL ; ancien simultaneum)[72],[73],

Verrières,,.
Patrimoine mobilier :
* Aiguière de baptême et son bassin.
* Aiguière-casque.
* Ensemble de 3 aiguières de communion.
* Boîte à hosties protestante.
* Calice protestant.
* Calice protestant et patène protestante.
* Orgue église mixte actuellement protestante.
- Église paroissiale Saint-Laurent[84] et ses orgues[85],[86],

Verrières,,,,,
Le mobilier de l'église paroissiale Saint-Laurent.
* Maître-autel,
* Ensemble de deux autels-retables secondaires.
* Ensemble de mobilier de chœur.
* Orgue de tribune,,.
- Synagogue construite en 1920[100],[101],[102].
- Cimetière[103],[104].
- Grotte de Lourdes[105],[106].
- Monuments commémoratifs[107],[108],[109],[110],[111],[112].

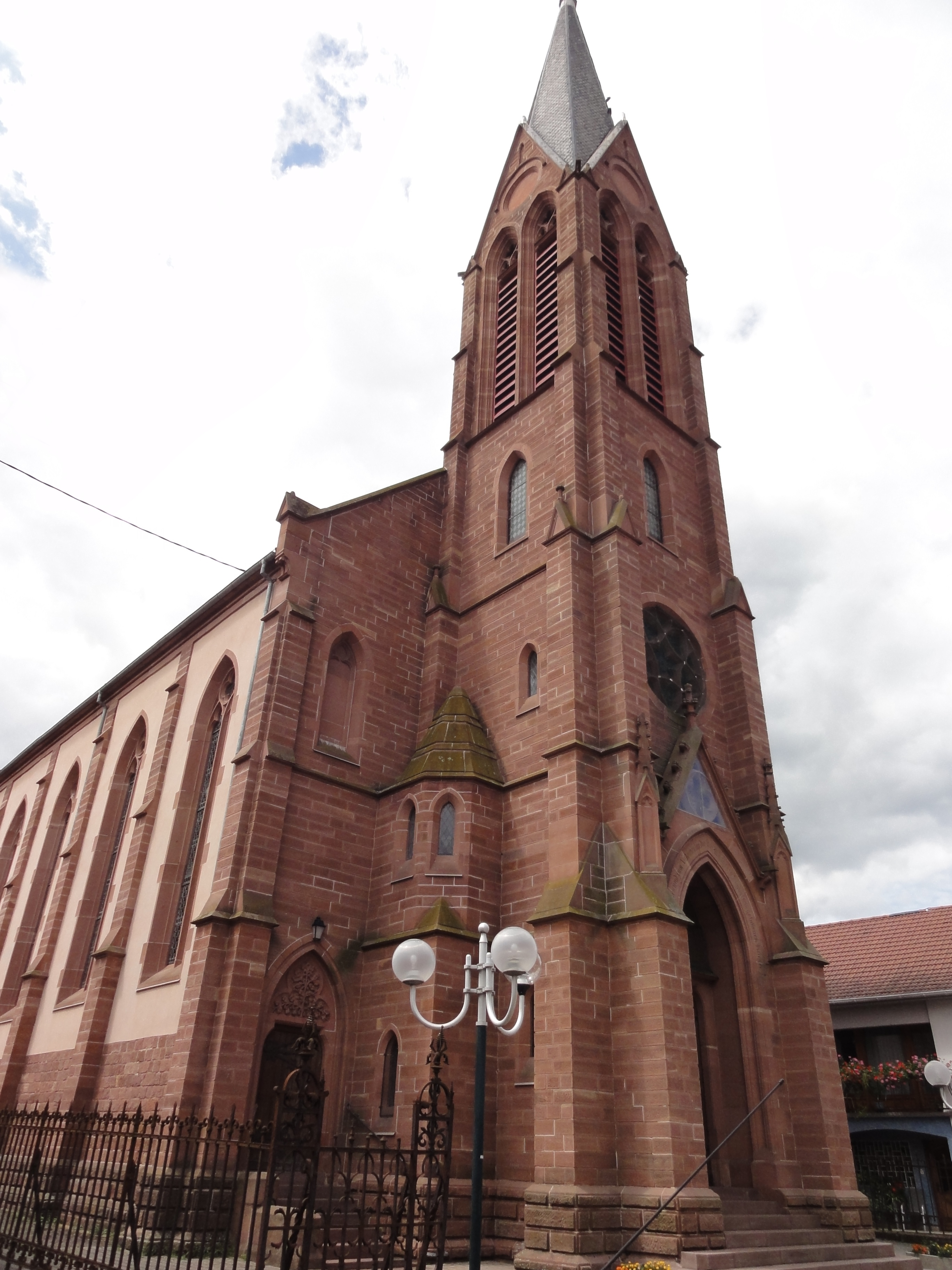
Église Saint-Laurent.
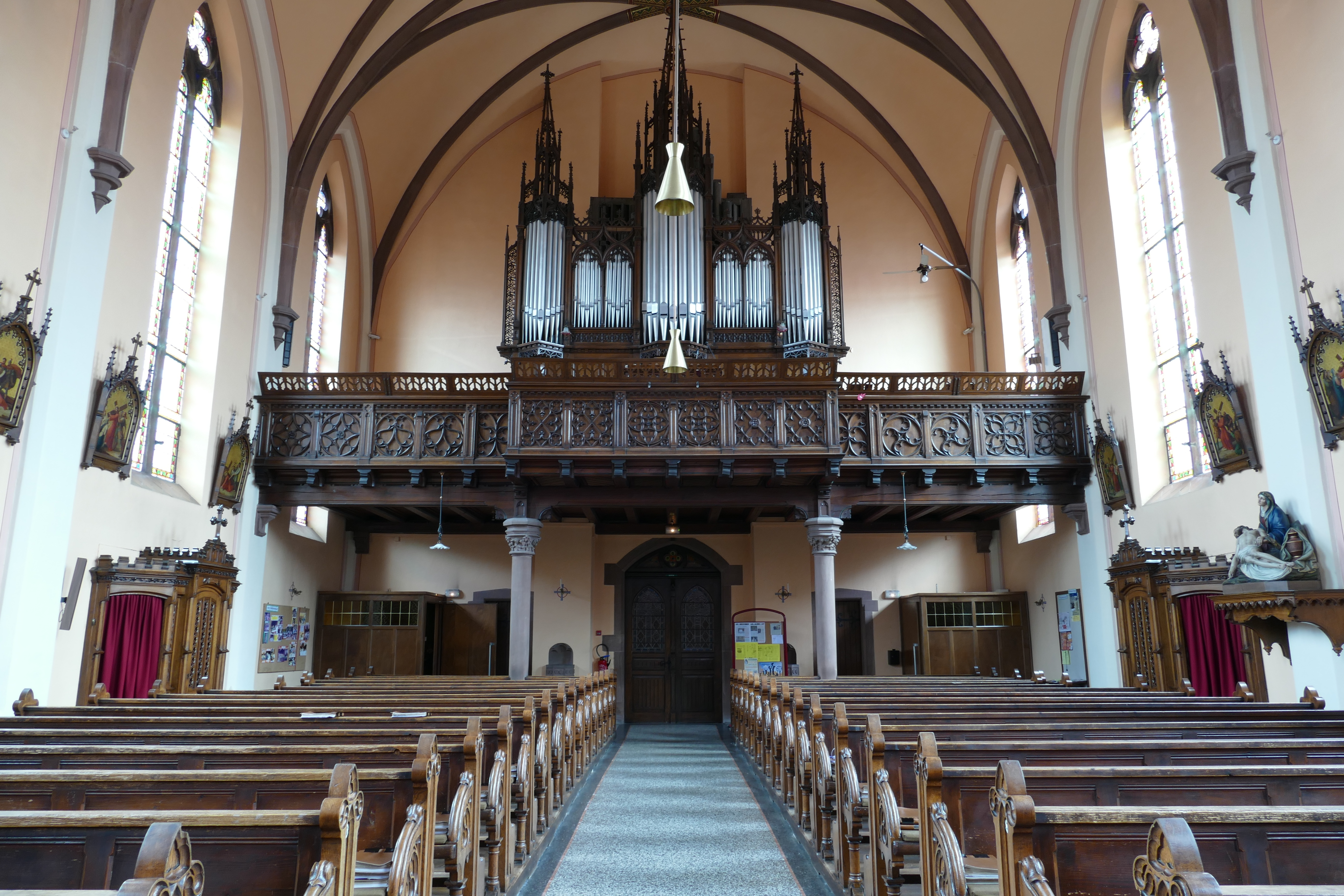
Tribune de l'orgue Edmond-Alexandre Roethinger (1898).
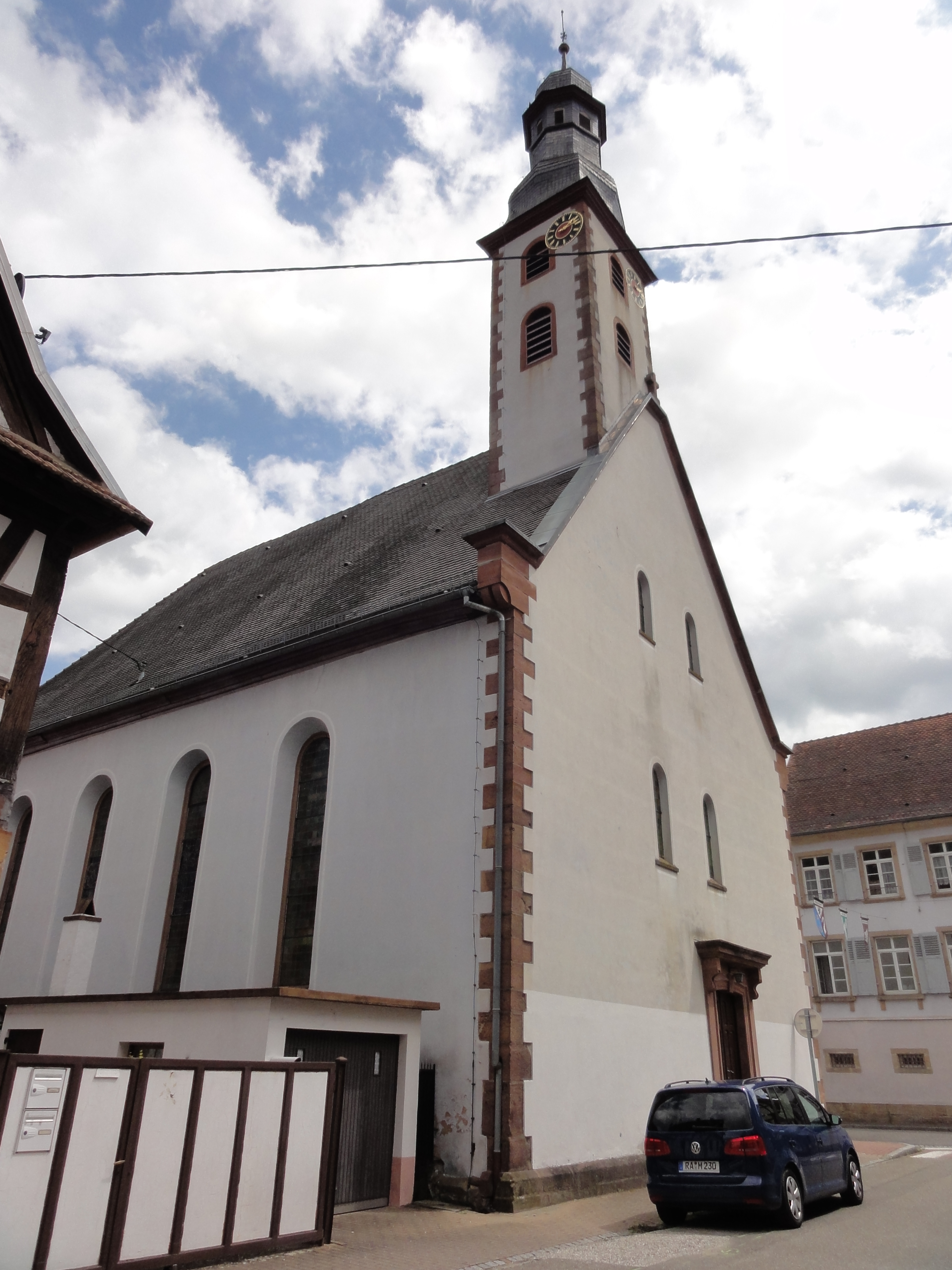
Église protestante.
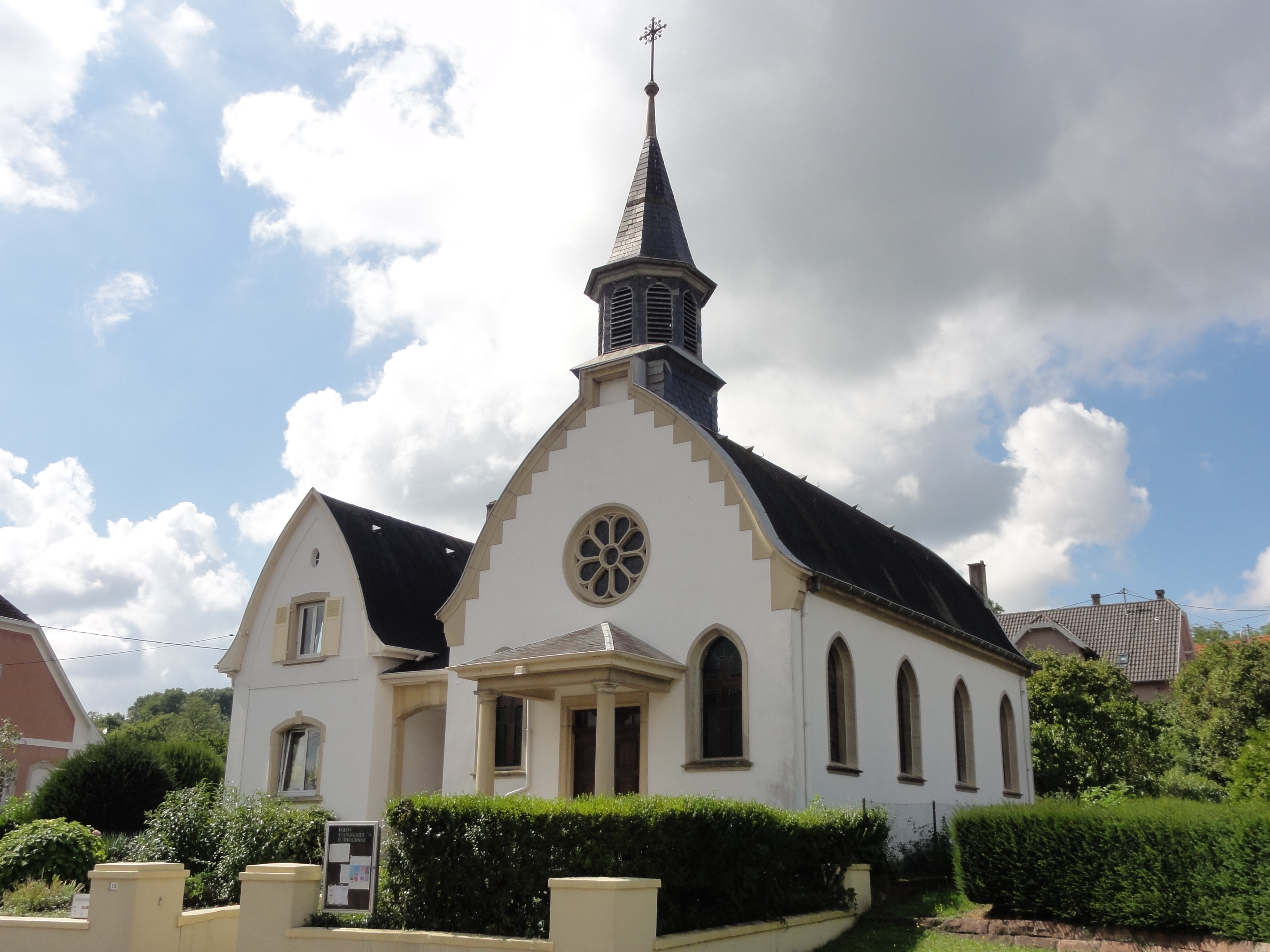
Église évangélique luthérienne de la Sainte-Trinité.
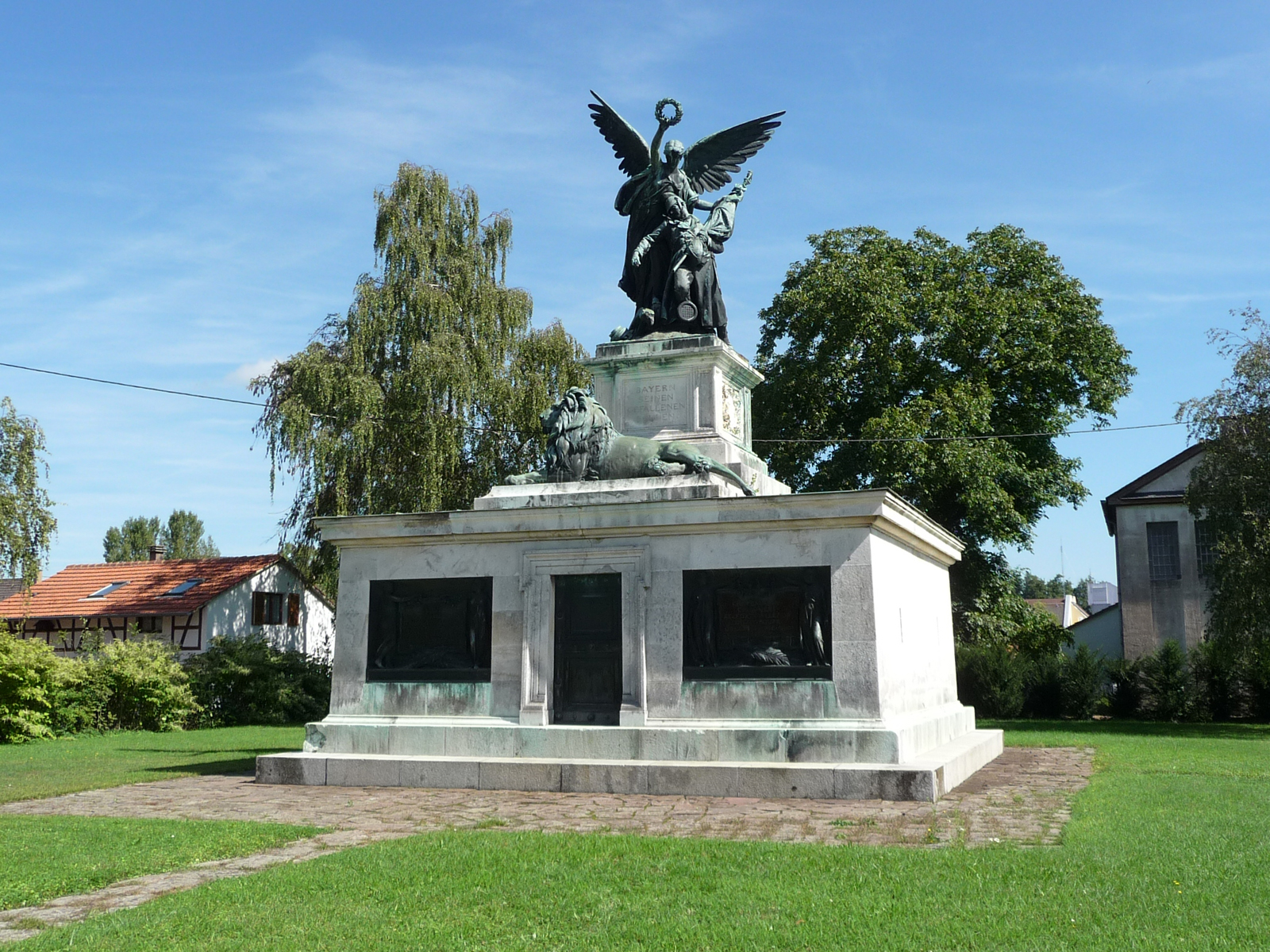
Monument aux morts bavarois de la guerre de 1870 (œuvre de Wilhelm von Rümann)[113].
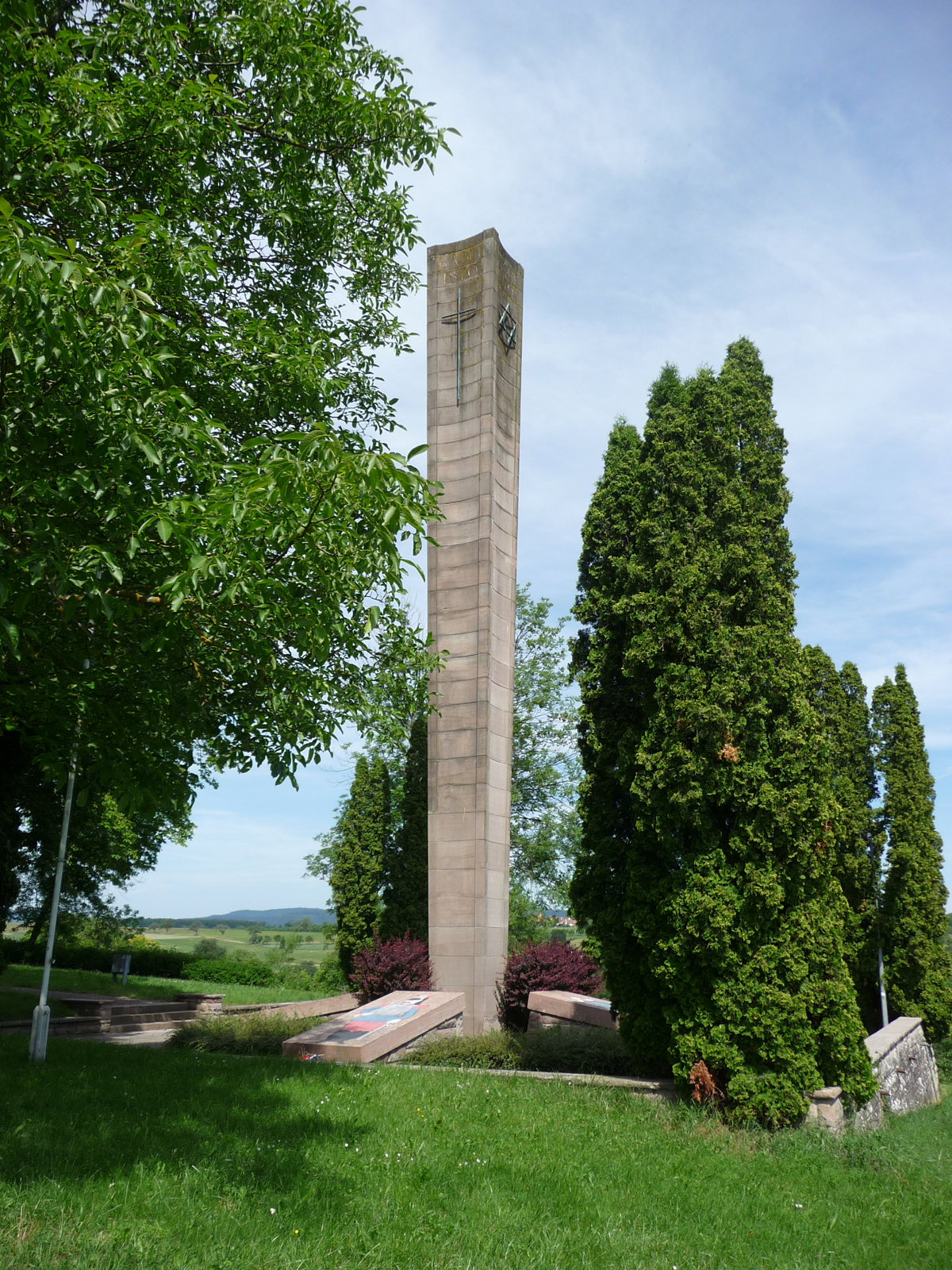
Monument français de la bataille du 6 août 1870.
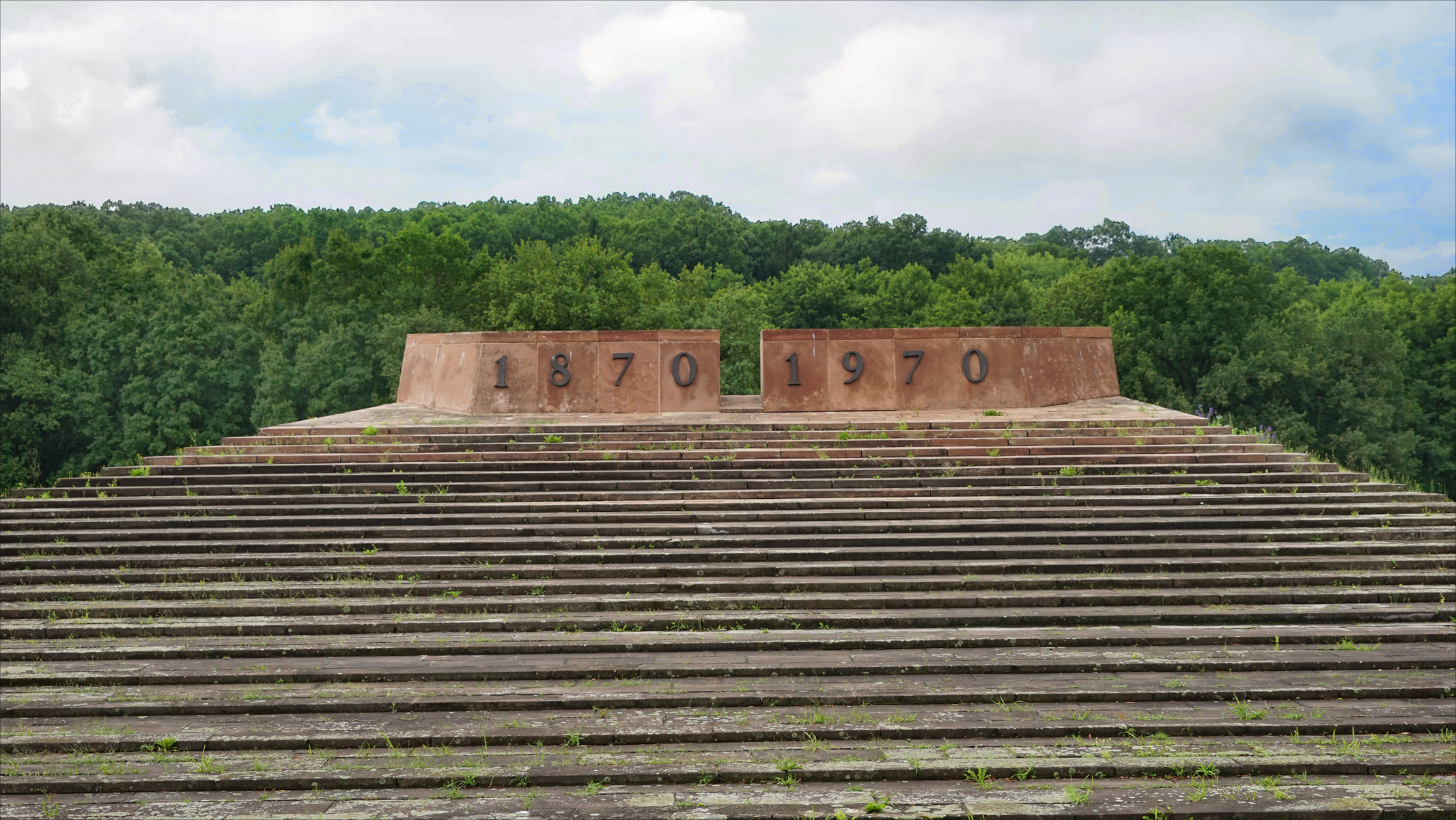
Monument aux cuirassiers de 1870.
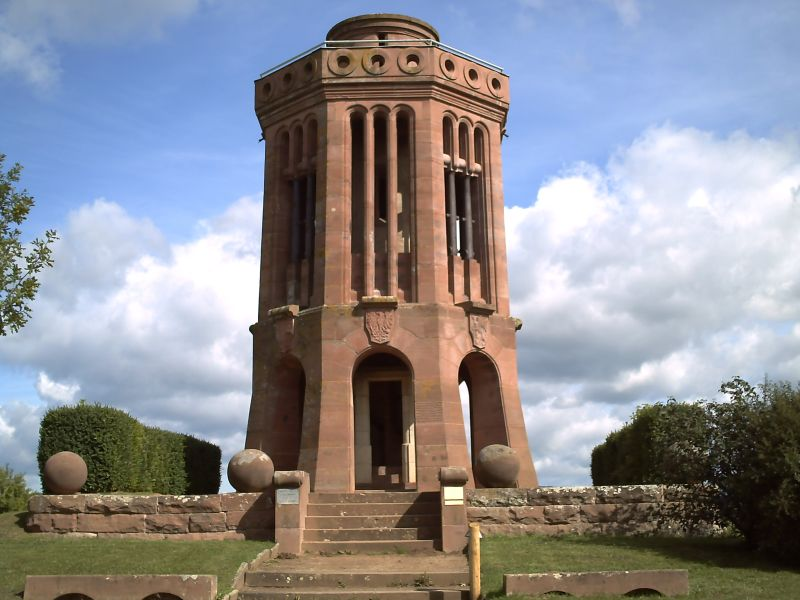
Belvédère champ de la bataille du 6 août 1870.
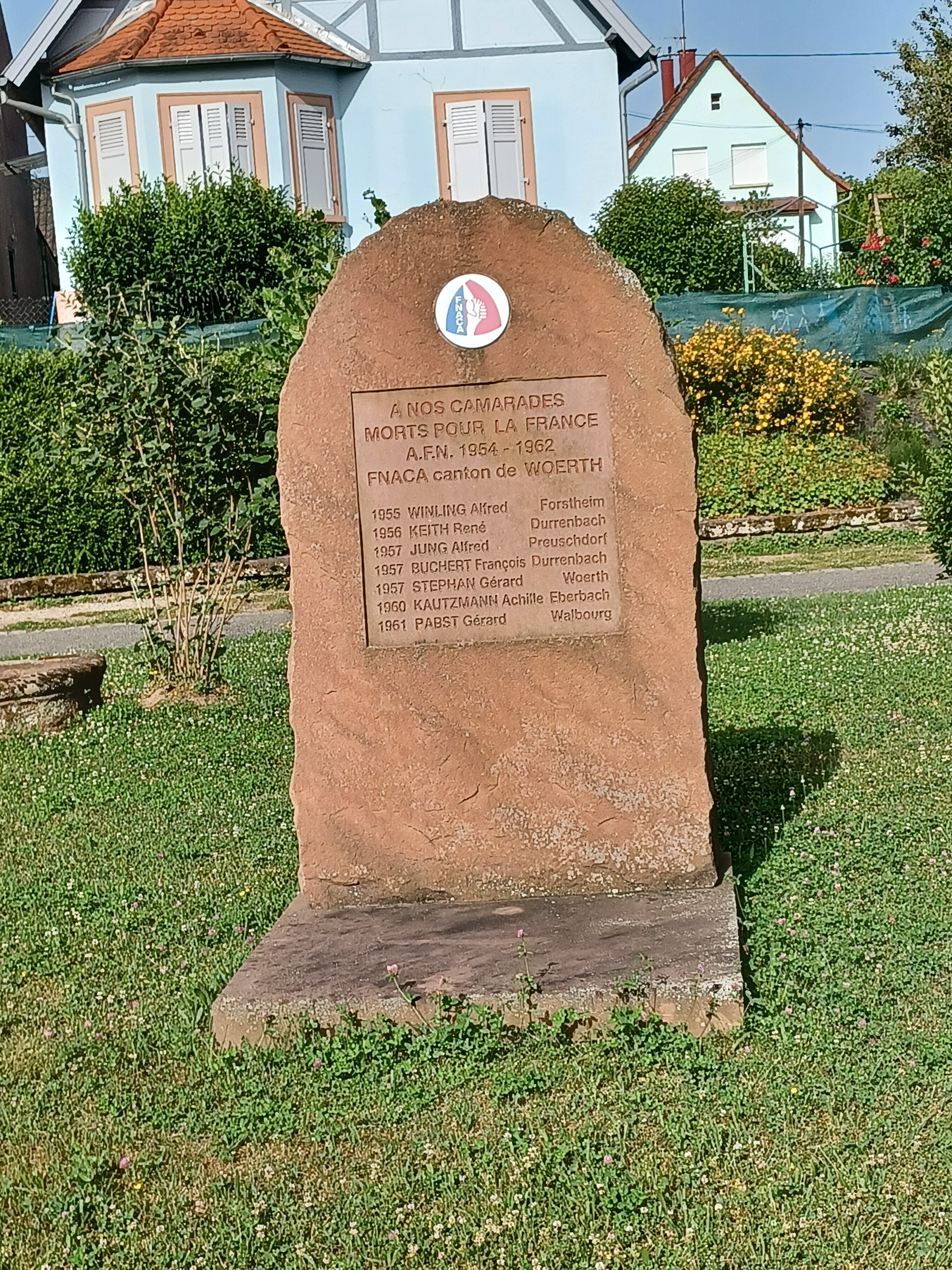
Monument aux morts AFN.
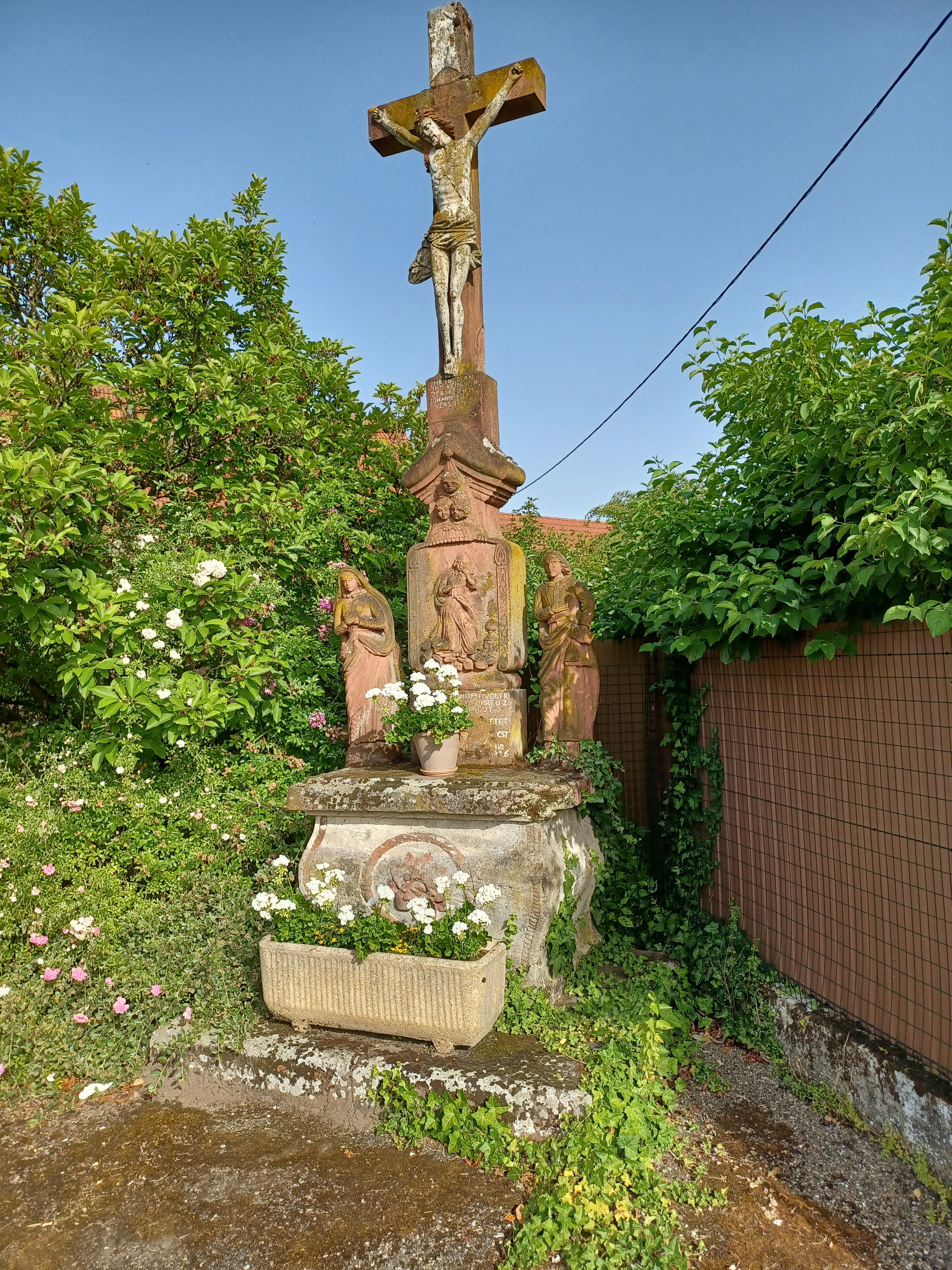
Monument commémoratif.
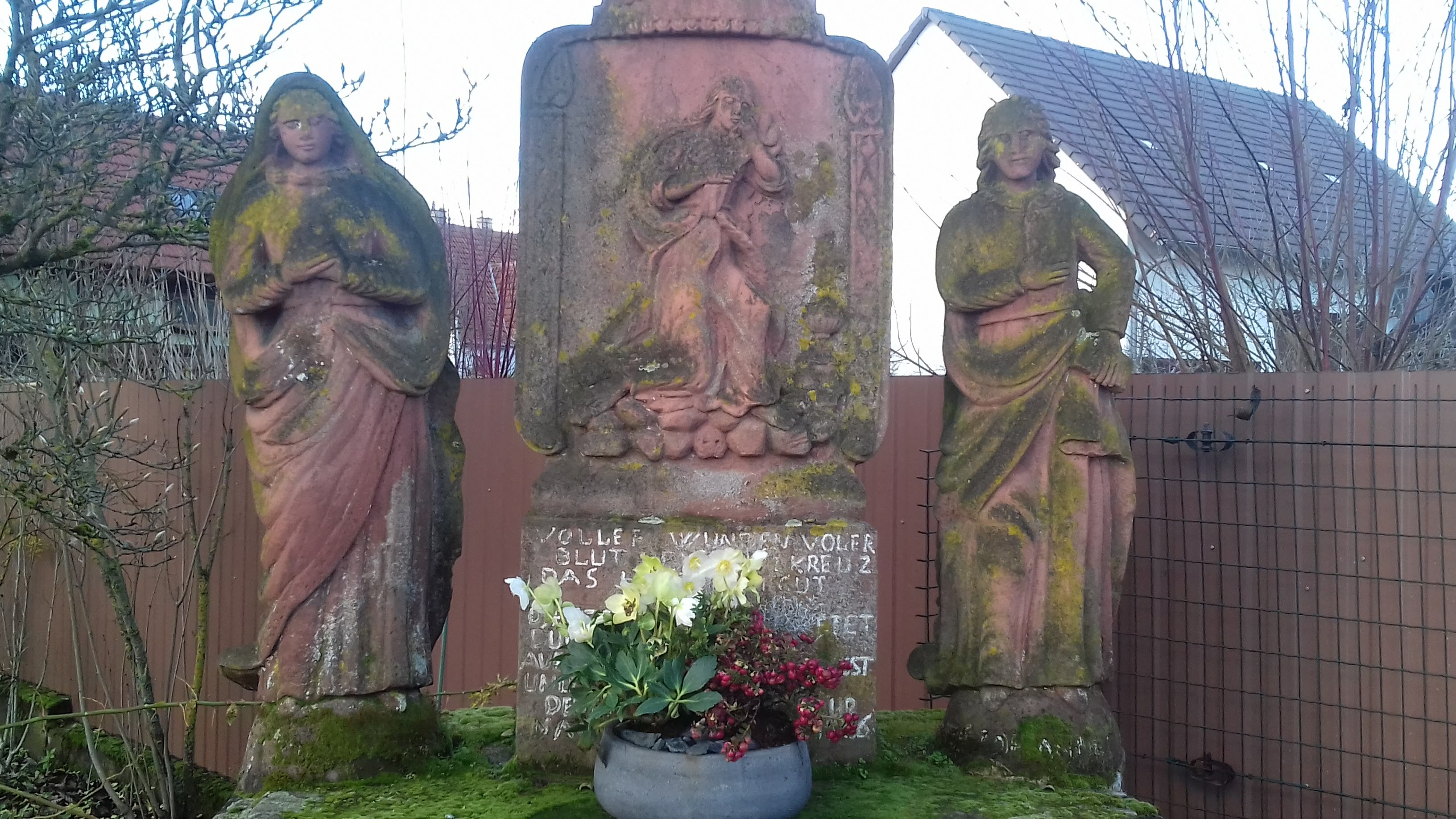
Calvaire rue de Lembach.

## Personnalités liées à la commune

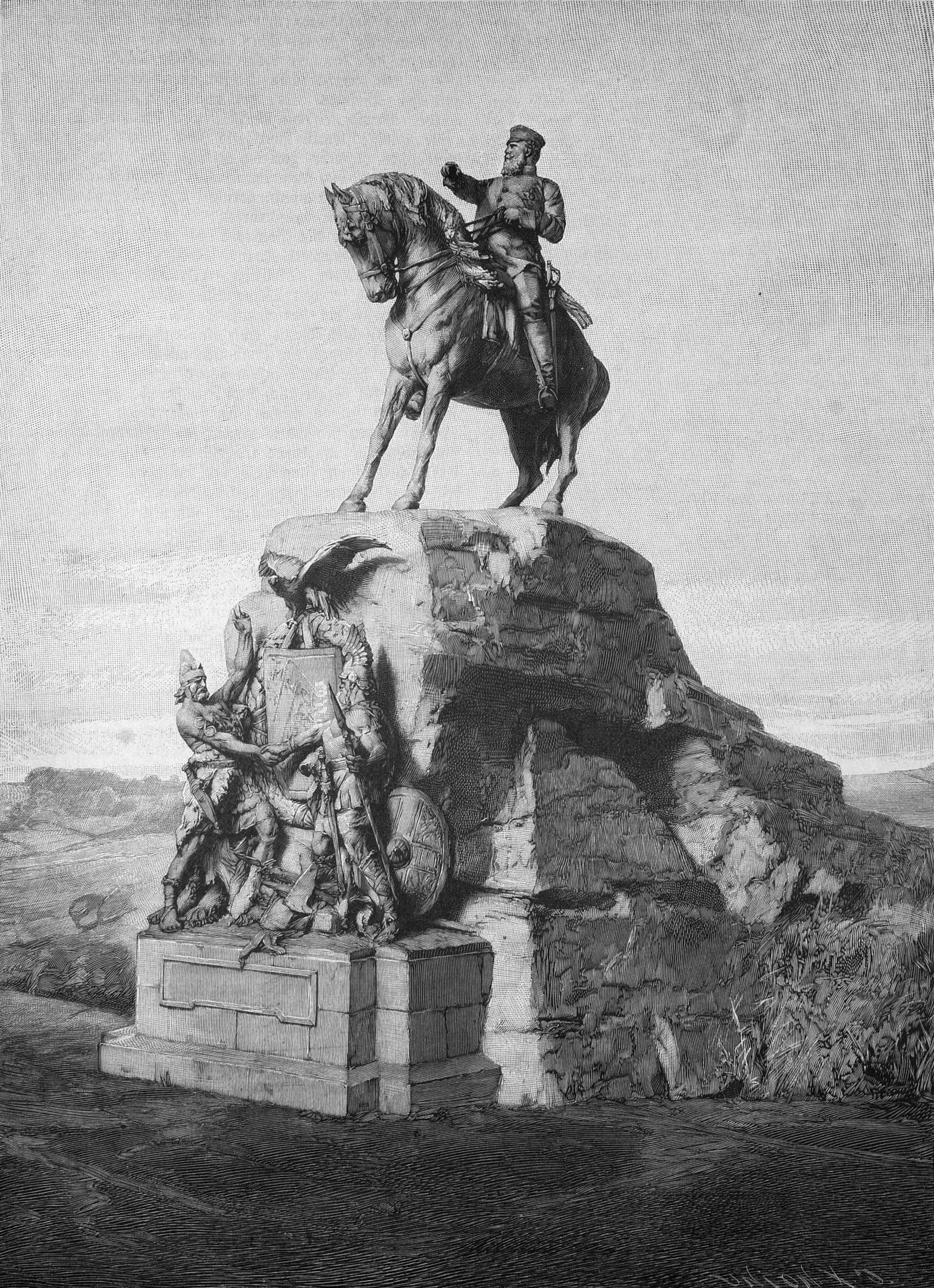
Statue équestre de Frédéric III, ancien monument érigé à Wœrth

- Wynkyn de Worde (en) (??-1534), qui introduisit la technologie de l'impression à Londres et fut à l'origine de Fleet Street, peut-être né dans la commune ;
- Dorothea Diana von Salm (de) (1604-1672), comtesse de Hanau-Lichtenberg, décédée dans la commune ;
- Eugène Wintzweiller (1844-1870), compositeur français, Premier Grand Prix de Rome en  1868, né dans la commune ;
- Ludwig Hölzermann (de) (1830-1870), militaire et historien, tué pendant la bataille de Wœrth ;
- Charles Altorffer (né à Wœrth le 30 janvier 1881 et mort à Strasbourg le 6 août 1960), maire Strasbourg de 1955 à 1959. Pasteur à Lembach puis Wissembourg, il devient député en 1919 et est réélu en 1924. Le 26 mai 1929, il est nommé directeur des Cultes par Poincaré ;
- Willy Scheuer (1912-2002), dirigeant du Racing Club de Strasbourg, né dans la commune ;
- René Hebding (1930-2002), botaniste, né dans la commune ;
- Frédéric III (empereur allemand).